# Liblar
Liblar ist ein Stadtteil von Erftstadt im Rhein-Erft-Kreis.

## Lage
Der Ort liegt beidseits der Bundesstraße 265 am Südabhang der Ville am Rande des Naturparks Rheinland und der Jülich-Zülpicher Börde. Die angrenzenden Stadtteile sind Köttingen im Nordwesten, Blessem und das kleine Frauenthal im Südwesten sowie Bliesheim im Süden. Jenseits der Ville liegen die Städte Hürth und Brühl.

### Nachbarorte
| Dirmerzheim und Gymnich | Köttingen und Kierdorf                      | Hürth                   |
| Blessem und Lechenich   | Kompassrose, die auf Nachbargemeinden zeigt | Brühl                   |
| Friesheim               | Bliesheim und Weilerswist                   | Walberberg und Bornheim |

## Geschichte

### Römische Zeit
Die nachweisbare aber ungeschriebene Geschichte des Ortes Liblar beginnt in der Römerzeit. Dies belegen an mehreren Stellen des heutigen Ortes geborgene Keramiken der römischen Epoche, deren Art und Fülle auf eine Ansiedlung in der Nähe der Römerstraße Trier–Köln, heute Agrippa-Straße Köln–Trier genannt, schließen lassen.

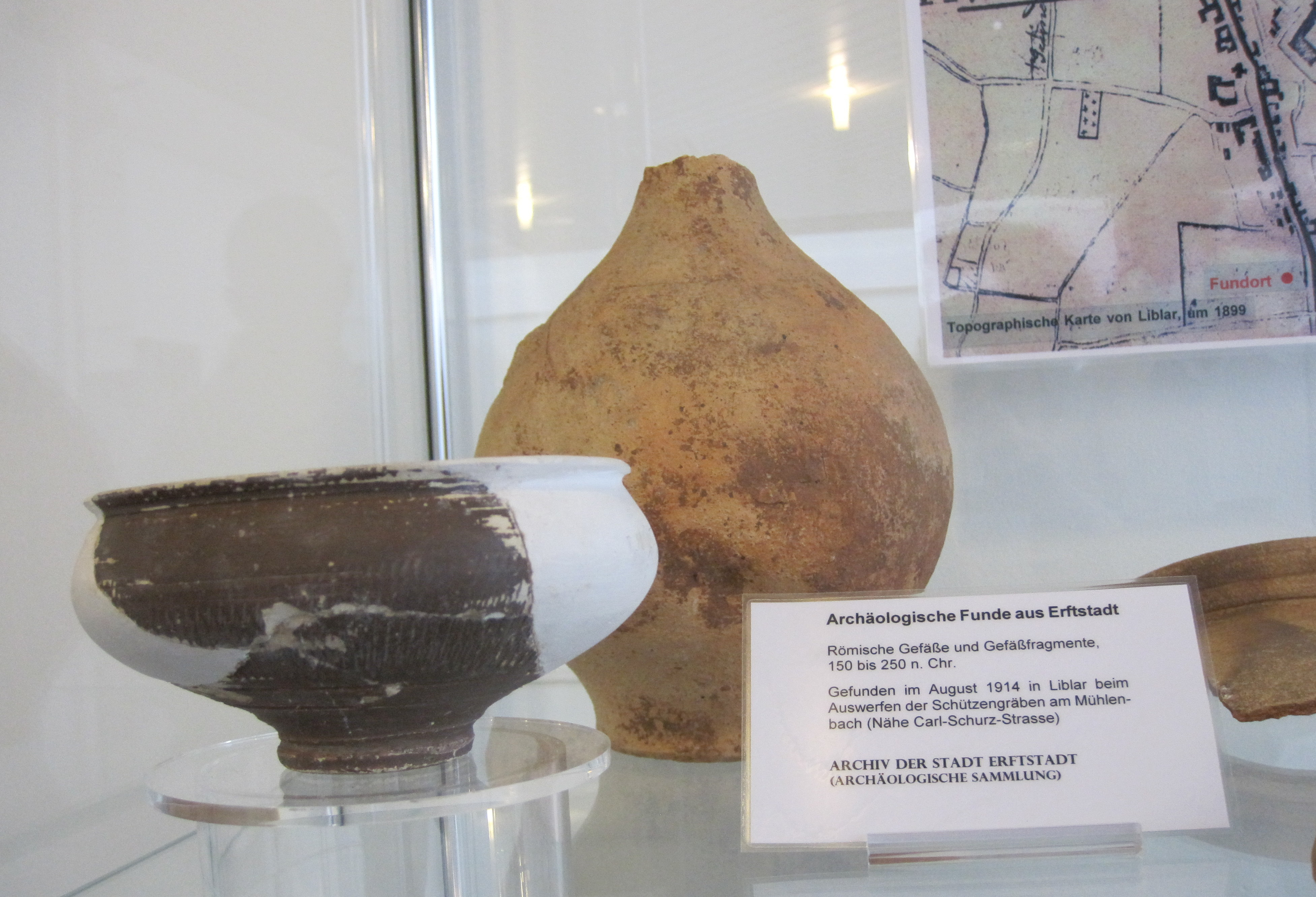
Römische Gefäße gefunden 1914 in der Nähe der Carl-Schurz-Straße
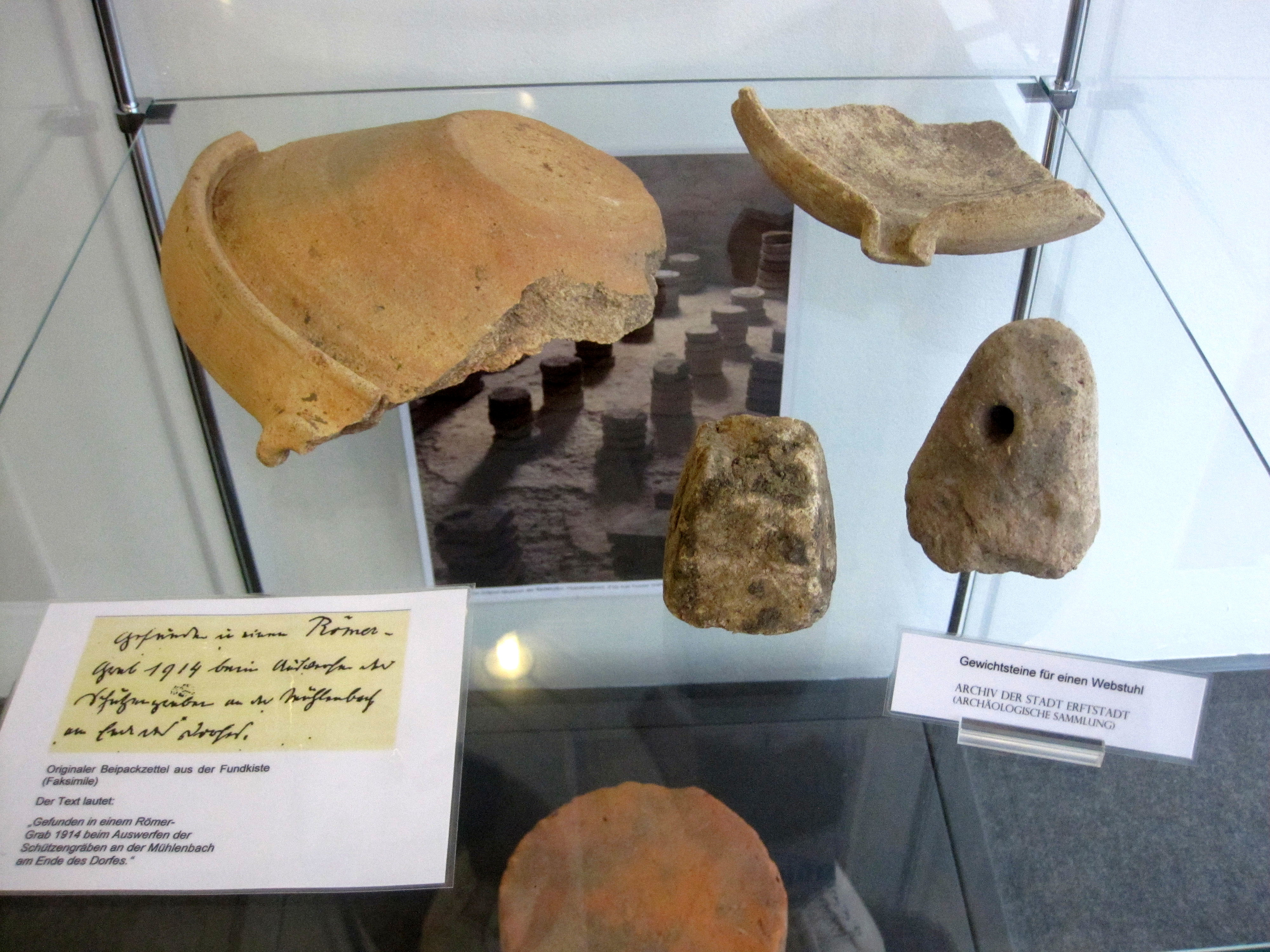
Keramikscherben aus einem Römer-Grab gefunden 1914

### Mittelalter

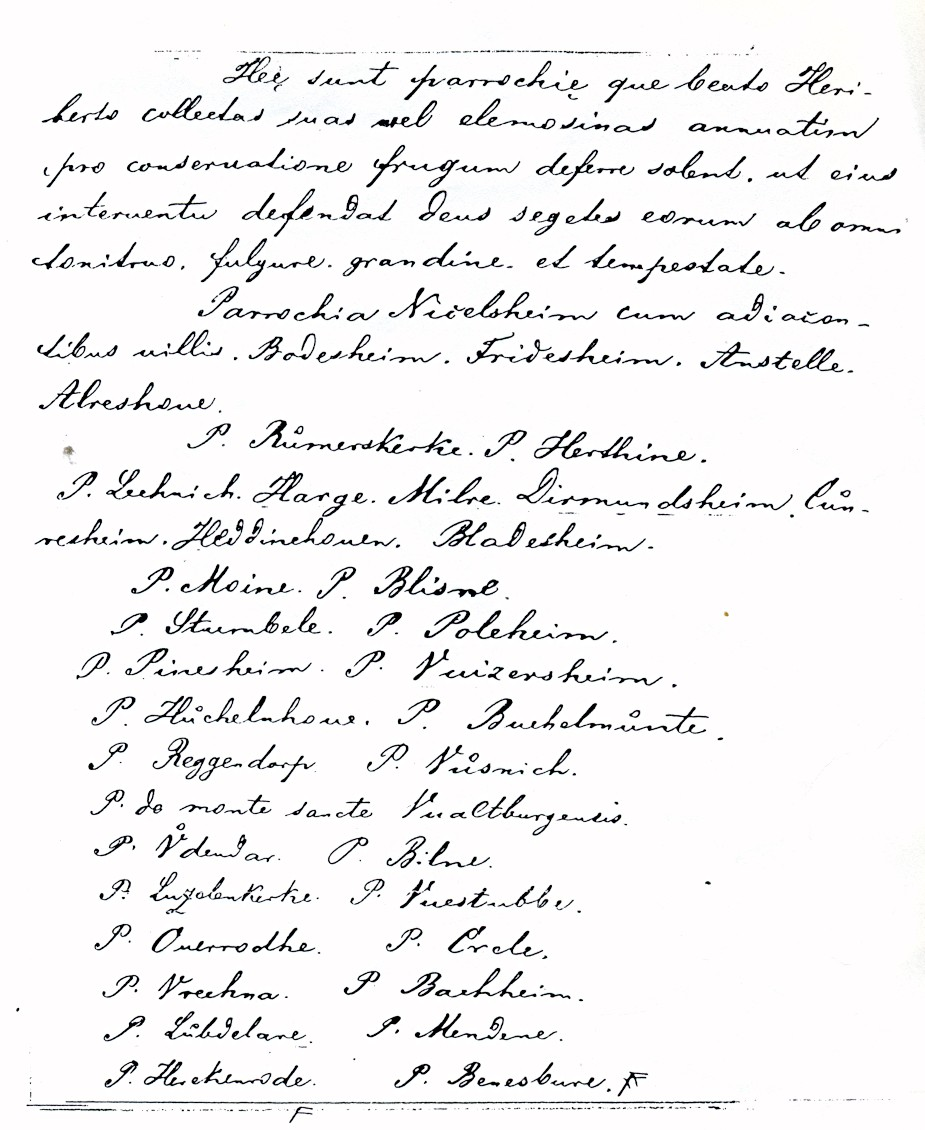
Ausschnitt einer Aufzeichnung der Abtei Deutz mit der Erwähnung der Pfarre Liblar

#### Ersterwähnung und Namensdeutung
Eine erste urkundliche Erwähnung fand die Pfarre Liblar als solche mit der Bezeichnung „lubdelare“ im Hochmittelalter um 1155 in einer Handschrift der Abtei Deutz und der Ort selbst als „lublar“ im Jahr 1197 anlässlich eines Gütertausches des Ritters Wilhelm Schilling (Solidus) mit dem Kölner Erzbischof Adolf I. für das Kloster Schillingscapellen.
Liblar gehört zu den –lar-Orten. Nach Heinrich Dittmaier bezeichnet die Endsilbe -lar (altfränkisch hlar) des Ortsnamens einen von einer Hürde oder einem Gerüst eingefriedeten Weideplatz, der in der Regel im Winkel einer Flussmündung lag. Die erste Silbe des Namens lub- verweist auf einen in den Swistbach (heute Liblarer Mühlengraben) mündenden Bach Luba.
Demnach bedeutet Liblar: Siedlung mit einer Viehhürde an der Luba.

#### Ortschaft und Motte Spurk
Südöstlich von Liblar lag am Rande der Ville der untergegangene Ort Spurk. Im 12. und 13. Jahrhundert lebten dort mehrere Töpferfamilien, die Keramiken in der Art fertigten, wie sie in den Töpferwerkstätten in Pingsdorf hergestellt wurden. Bei Ausschachtungsarbeiten in den 1930er Jahren wurden südlich des Bahnhofes große Mengen von Töpferabfällen sowie Fehlbrände und Ofenreste entdeckt.
Am heutigen Kapellenbusch, etwa 700 m östlich von Schloss Gracht, stand im Mittelalter eine Motte, deren ellipsenförmiger Hügel mit dem ihn umgebenden Wassergraben auf einer Flurkarte der Gemarkung Liblar zu erkennen ist. Sie lag in der Nähe zweier wichtiger Straßen, der Straße Köln–Zülpich, der ehemaligen Römerstraße Trier–Köln, und der von Bonn über Brühl durch die Ville nach Lechenich und weiter bis Aachen führenden Bonn-Aachener Heerstraße.

#### Geistlicher und adliger Besitz
Mehrere Klöster und Stifte hatten in Liblar und Spurk Besitz, darunter um 1230 das Kölner Stift St. Andreas, dessen Güter im Laufe der Zeit zum größten Teil verloren gingen. Weiter auch das Kloster und spätere Stift Dietkirchen in Bonn, dessen Hof in Liblar 1293 erstmals erwähnt wurde sowie das Kloster Frauenthal und ab 1450 als dessen Nachfolgerin das Kloster Marienforst.
Auch adlige Familien wie die Familie von Gymnich hatten Besitzungen in Liblar und Spurk, die 1276 genannt wurden. Neben der „Stadelhofstatt“ des Klosters und späteren Stiftes Dietkirchen mit Hofgeschworenen und Hofgericht lag in Liblar ein weiterer Herrenhof mit Hofgeschworenen und Hofgericht, Herrn Emunds Gryns Gut.
Nach der Mitte des 15. Jahrhunderts gab es nur noch den Fronhof des Stiftes Dietkirchen, deren im 15. Jahrhundert vergebenes Lehen, der Grachter Hof, an die Ritter von Buschfeld auf Haus Buschfeld und ihre Erben ging, die sich Wolff Metternich zur Gracht nannten. Schloss Gracht hatten die Buschfelds dort um 1500 erbaut.
Seit dem 15. Jahrhundert wurde der zur ehemaligen Spurker Burg gehörende Hof als Lehen des Stiftes Dietkirchen vergeben. Er kam über die Adelsfamilien Wolff von Rheindorf und von Buschfeld an die von Gymnich.

### Neuzeit

#### Zerstörungen durch Kriege
Im Laufe der Jahrhunderte waren Liblar und Spurk wiederholt von kriegerischen Auseinandersetzungen betroffen. In der Zeit der Fehden zwischen Graf Engelbert von der Mark und Erzbischof Friedrich sowie zwischen dem Herzog Adolf von Berg und Erzbischof Dietrich von Moers wurde Liblar 1391 und 1416 verwüstet.
In Mitleidenschaft gezogen wurden die Ortschaften ebenfalls durch den truchsessischen Krieg im Jahr 1586. Zwar wurden die Schäden an der Vorburg des Hauses Gracht in den folgenden Jahren ausgebessert, der abgebrannte Fronhof des Stiftes Dietkirchen durch den Halfen wieder aufgebaut, jedoch wurden die verbrannten Häuser des Weilers Spurk sowie die zerstörten Gebäude des Spurker Hofes nicht wieder aufgebaut.
Die Lehnsherrin, die Äbtissin von Dietkirchen, erteilte 1591 ihre Genehmigung zum Verkauf des Spurker Hofes mit allen Gerechtigkeiten von Johann von Gymnich zu Vischel an Hermann Wolff Metternich.
Die Herren Wolff Metternich erwarben im 16. und 17. Jahrhundert von den Eigentümern in Spurk deren Hofplätze und Ackerland und vereinigten diese Liegenschaften wie auch Erwerbungen in Liblar mit dem Besitz des Grachter Hofes im gleichen Ort.
An den Ort Spurk, der in der Neuzeit auch Spürk genannt wurde, erinnern heute in Liblar die Straßen Am Spürkerkreuz, Im Spürkergarten und Spürkerau.

#### Lebensverhältnisse der Einwohner
Jahrhundertelang bildete Liblar zusammen mit Spurk und Köttingen eine Honschaft im kurkölnischen Amt Lechenich. In dieser galten die kurfürstlichen Hoheitsrechte, die einschließlich des adligen Hauses Buschfeld und des Bremerhofs Gültigkeit hatten.
Die Rechte und Pflichten der Dorfbewohner waren in einem Weistum, Bauernbuch genannt, festgeschrieben und wurden den Einwohnern auf dem Herrengeding in Lechenich, später von den Herren Wolff Metternich auf dem Herrengeding in Liblar verkündet.
In der Honschaft Liblar wurden allein zwischen 1628 und 1629 mindestens 12 Frauen als Hexen bezichtigt und dem kurfürstlichen Gericht in Lechenich zur Urteilsfindung überstellt.
Der überwiegende Teil der Einwohner lebte wie die Bewohner der Umgebung von der Landwirtschaft, die in den meisten Fällen jedoch nur aus einigen Morgen bewirtschaftetem Land und der Haltung weniger Tiere bestand.
Nach der im Auftrag des Kurfürsten Maximilian Heinrich durchgeführten Vermessung und der anschließenden steuerlichen Erfassung der Häuser und Ländereien im Jahr 1662 hatte die Honschaft Liblar 53 Bauernhäuser und einige Bauplätze. In Liblar waren es 39 Häuser, in Spurk 2 und in Köttingen 12. Größeren Besitz hatten nur der Fronhalfe von Dietkirchen und der in Liblar begüterte Fronhalfe von Mariengraden in Bliesheim. Haus Gracht war als Adelssitz („adeliger Seeß“), zu dem auch der Spurker Hof mit 180 Morgen und die 1627 vom Kloster Marienforst gekaufte Mühle gehörten, steuerfrei.
Liblar hatte ähnlich wie die anderen Orte der heutigen Stadt Erftstadt im 17. und 18. Jahrhundert unter häufig vorkommenden Truppendurchmärschen zu leiden, bei denen Fouragelieferungen und Serviceleistungen gefordert wurden, die von den Bewohnern aufzubringen waren und bis zum Ende des Siebenjährigen Krieges 1763 andauerten.

#### Fronhof des Stiftes Dietkirchen
Der Fronhof lag nach einer Beschreibung von 1668 zwischen der Kirche und der öffentlichen Landstraße. Zu diesem Hof gehörten 20 zu Lehen gegebene kleinere Hofgüter, deren Inhaber als Hofgeschworene einem einberufenen Hofgericht des Fronhofes Folge zu leisten, oder einen solchen Geschworenen stellvertretend zu stellen hatten. Dem tagenden Gericht gehörten der Schultheiß, die Hofgeschworenen, ein Gerichtsschreiber und der Gerichtsbote an, die alle vereidigt wurden.
Vor dem Hofgericht des Fronhofes wurden Liegenschaftsangelegenheiten verhandelt, bei denen bei Neuvergabe von Lehen eine Kurmut zu zahlen war, die in einer Pferdekurmut bestand.
Die Rechte des Stiftes und die Pflichten der Hofgeschorenen waren in einem Hofweistum aufgezeichnet, dass generell viermal jährlich an den Hofgerichtstagen vorgetragen wurde.
Der Halfe des Fronhofes war verpflichtet, das Zuchtvieh zu halten und die kurfürstlichen Jäger zu beköstigen.

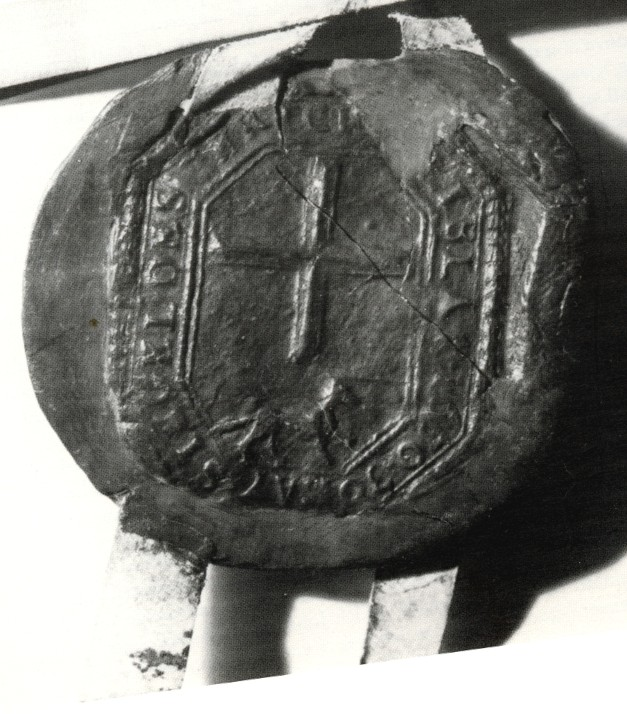
Liblarer Gerichtssiegel mit kurkölnischem Kreuz und einem Wolf

#### Unterherrschaft der Freiherrn und Grafen Wolff Metternich
Im Jahre 1630 kam die Honschaft Liblar mit der Hochgerichtsbarkeit, mit dem Zollrecht, Einkünften, Diensten und anderem Zubehör in Pfandbesitz von Johann Adolf Wolff genannt Metternich zur Gracht. Er erhielt diese ab 1633 für sich selbst und seine Nachkommen als Unterherrschaft mit der Auflage, keine Protestanten in Liblar zu dulden.
Den Status als Herr zu Liblar bekräftigte Johann Adolf I. durch den Ausbau des Stammsitzes Gracht zu einem repräsentativen Schloss im Jahre 1658.
Das Gericht der Unterherrschaft Liblar bestand bis zur Zeit der französischen Verwaltung. Es wurde von einem ausgebildeten Juristen geleitet, und ein kaiserlicher Notar war als Gerichtsschreiber tätig. In der Unterherrschaft Liblar wurden Anordnungen der Herren Wolff Metternich und auch die kurfürstlichen Erlasse genauestens beachtet und Verstöße strengstens geahndet.

#### Neubau der Kirche St. Alban
Jahrhundertelang bildete Liblar zusammen mit Spurk und Köttingen ein Kirchspiel. Für die Angehörigen des Pfarrbezirks wurde von 1669 bis 1670 mit maßgeblicher Unterstützung der Familie Wolff Metternich die heutige Kirche St. Alban erbaut, die mit ihrem hohen spitzen Kirchturm weithin sichtbar ist.

### Französische Zeit
Die Besetzung der linksrheinischen Gebiete durch französische Revolutionstruppen 1794 endete 1797 mit dem Frieden von Campo Formio. Danach wurde das besetzte Gebiet annektiert und im Auftrag der französischen Regierung 1798 Verwaltung und Justiz nach französischem Vorbild neu gestaltet. Die alten Territorien und Herrschaften, damit auch die Unterherrschaft Liblar, wurden aufgehoben. Nach der 1800 von Napoléon durchgeführten Verfassungsänderung und der Einführung der Präfektur wurde die Verwaltung geändert.
Die Verwaltungsbezirke bestanden aus Départements, Arrondissements, Kantonen und Mairien. Die Kantone waren Gerichtsbezirke und Sitz des Friedensgerichts. Die Gemeinde Liblar bildete mit den Gemeinden Bliesheim und Kierdorf die Mairie Liblar im Kanton Lechenich, Arrondissement de Cologne, Département de la Roer.
Im Friedensvertrag von Lunéville 1801 wurden die seit 1798 bestehenden vier rheinischen Départements als französisches Staatsgebiet anerkannt. Bei der Erfassung der Einwohner 1801 wohnten in Liblar 563 Personen, 334 Erwachsene und 129 Kinder. Ohne die Bewohner von Haus Gracht lebten mehr als 90 Familien im Ort, in der Regel in Haushalten mit vier bis neun Personen. Von den Haushaltsvorständen wurden 40, fast die Hälfte, als Arbeiter (ouvrier) bezeichnet, 12 als Eigentümer kleiner Klüttengruben, zwei waren kleine jüdische Händler.
Im Jahre 1802 wurde in den seit 1798 bestehenden vier linksrheinischen Départements die Säkularisation durchgeführt. Grundlage war das zwischen Napoléon Bonaparte und Papst Pius VII. geschlossene Konkordat.
Infolge der Säkularisation wurden in Liblar der Fronhof und weitere Besitzungen des Stiftes Dietkirchen, die Ländereien des Klosters Marienforst sowie die „Turffgruben“ des Kurfürsten „oberhalb Spurk“ verstaatlicht und anschließend zwischen 1807 und 1812 verkauft.

### Preußische Zeit

#### Verwaltung und Infrastruktur

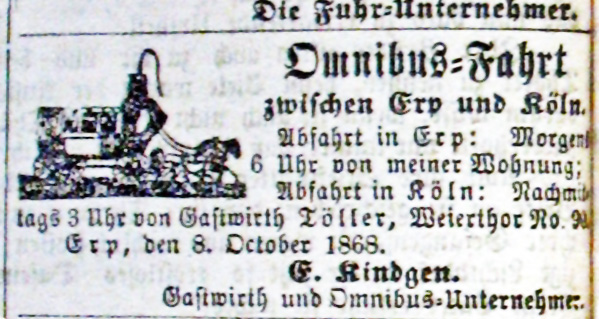
Personenbeförderung zwischen Erp-Lechenich-Liblar und Köln zum Weyertor

Die Verwaltungseinheit „Mairie“ blieb in preußischer Zeit als Bürgermeisterei beziehungsweise seit 1927 als Amt weiter bestehen.
Die Infrastruktur wurde im 19. Jahrhundert durch Straßenbau oder -ausbau verbessert. Durch die 1831 gebaute Brühler Chaussee, die von der heutigen Carl-Schurz-Straße durch die Ville nach Brühl verlief, war eine gut befahrbare Verbindung nach Brühl geschaffen. 1854 bis 1856 wurde die durch Liblar führende Luxemburger Straße als Bezirksstraße ausgebaut. 1840 wurde in Liblar eine Postexpedition eröffnet, die eine von mehreren Stationen der Überlandstrecke nach Köln oder in andere Richtungen war.
Sie wurde durch Privatunternehmer unter Einsatz von Pferdekutschen, später auch mit Pferdeomnibussen fahrplanmäßig betrieben. Seit 1926 befuhren Busse der Kraftpost die Strecke Köln – Liblar – Lechenich – Gymnich und Brühl – Liblar – Lechenich.
Durch den Anschluss an die Bahnstrecke Köln – Euskirchen – Trier, die im Jahr 1875 in Betrieb genommen wurde, erhielt der Ort eine mit einem repräsentativen Bahnhofsgebäude (ähnlich dem „Kaiserbahnhof“ Kierberg) ausgestattete Bahnstation, die die bisherige Verkehrsanbindung wesentlich verbesserte.
Weitere moderne Technik dieser Zeit erhielt Liblar durch die Einrichtung einer Telegraphenstation. Einen elementaren Fortschritt stellte eine 1901/02 verlegte Wasserleitung Brühl – Liblar dar, die den hygienischen Standard wesentlich verbesserte. Um 1910/11 wurde Liblar an das elektrische Stromnetz angeschlossen, sodass neben dem „elektrischen Licht“ moderne Geräte und Maschinen Einzug hielten.

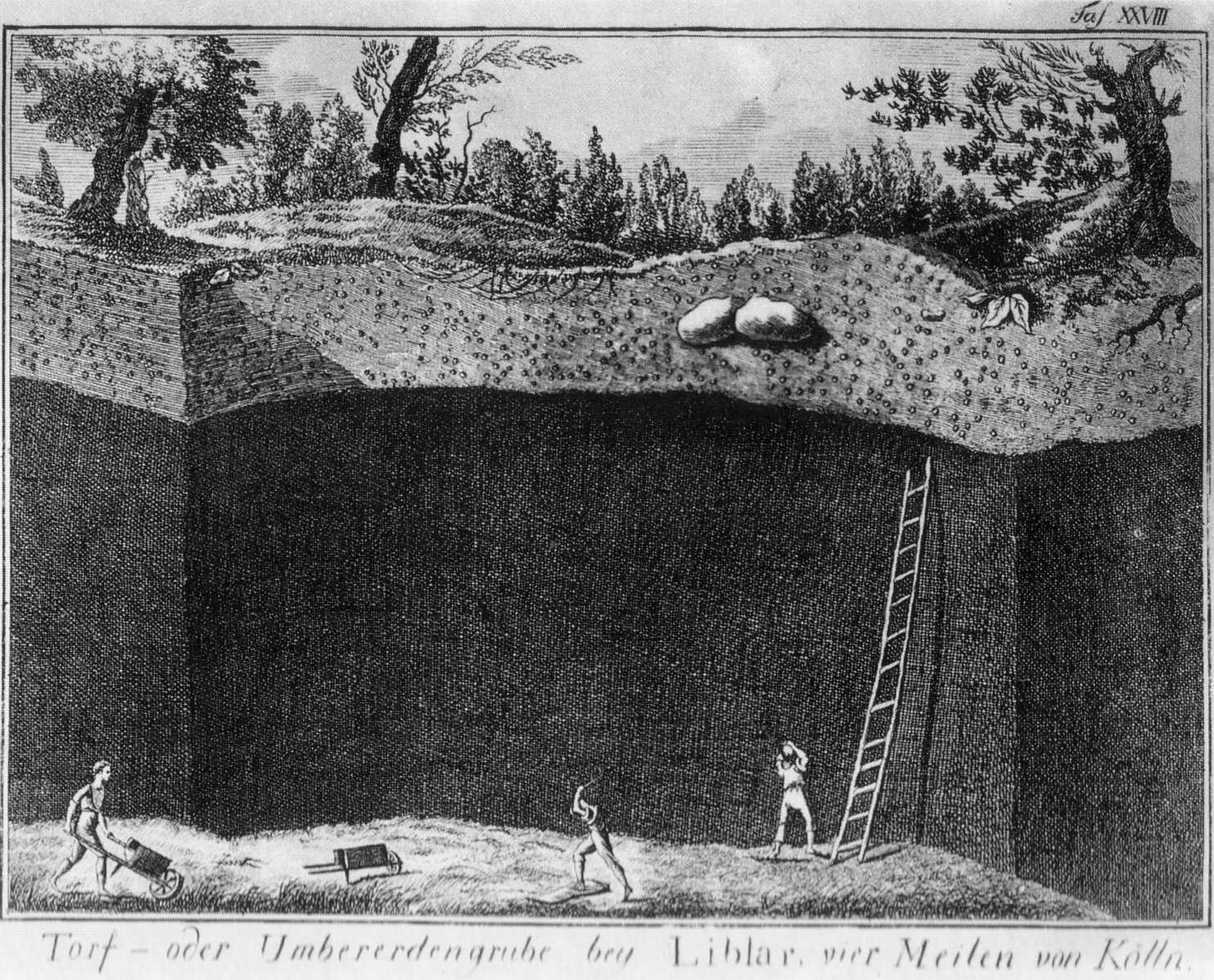
Anfänge der Braunkohleförderung bei Liblar um 1796

#### Braunkohle
Braunkohle trat am Hang der Ville, besonders in den kurzen Bachtälern zu Tage und konnte leicht mit Hacke und Spaten als Turff und Kölnische Umbererde abgebaut werden, die noch von Hand zu Klütten geformt und getrocknet als Brennmaterial genutzt wurden. Erste Gruben und Klütten als Heizmaterial sind für 1730 bezeugt. 1824 wurde unter preußischer Herrschaft die erste Konzession nach preußischem Bergrecht (unabhängig vom Bodenbesitz) für die Grube „Concordia“ erteilt, in der die ehemaligen kurfürstlichen Gruben des Anton Wings, die Grube des Grafen Wolff Metternich, die der Gemeinde Liblar und andere kleine Gruben oberhalb Liblars an der Luxemburger Straße vereinigt wurden.
Daraus entwickelte sich in der Zeit der Industrialisierung und nach der Konstruktion der ersten Brikettpresse durch Carl Exter (1855) der Braunkohletagebau als etwa 100 Jahre wichtigster Wirtschaftszweig im südlichen Rheinischen Braunkohlerevier. Viele Arbeiter aus Liblar und den Orten der Umgebung arbeiteten in den zuletzt unter der Firma Rheinbraun zusammengefassten Gruben Grube und Brikettfabrik Concordia Süd, die 1897 von Concordia Nord (Zieselsmaar) getrennt worden war, Grube und Brikettfabrik Liblar (seit 1899) und Grube Donatus (Brikettfabrik 1892). Der Namensgeber der Grube Donatus war der Zülpicher Amtsrichter Friedrich Doinet, der am 20. September 1857 beantragte, ein 2.600 Hektar großes Braunkohlenfeld in Liblar zu nutzen.

#### Auswirkungen des Bahnanschlusses
Mit dem Bau der Bahnstrecke Köln-Trier wurde es möglich, Rohkohle und Brikett auf der Schiene zu transportieren. In Liblar wurden diese Güter auf 16 Gleisen verladen. Anschlussgleise verbanden die Gruben und Werke mit den Hauptgleisen und den beiden Kleinbahnen, der Euskirchener Kreisbahn (1894/1895), die sowohl für den Personen- als auch für den Güterverkehr eingerichtet war und landwirtschaftliche Erzeugnisse wie Zuckerrüben, vor allem jedoch Kohle der Grube Donatus transportierte, und der von der Westdeutschen Eisenbahn-Gesellschaft gebauten und betriebenen Mödrath-Liblar-Brühler Eisenbahn (1899/1901), die vor allem Kohle beförderte. Nach der Verlegung einer dritten Schiene als Regelspur im Jahr 1904, die den Anschluss an die Reichsbahn in Liblar ermöglichte, nahm die Mödrath-Liblar-Brühler Eisenbahn den Personenverkehr auf. Die Euskirchener Kreisbahn hatte einen Rangierplatz und ein Dienstgebäude. Die Endstation lag wie der Bahnsteig der Mödrath-Liblar-Brühler Eisenbahn vor dem 1874 errichteten Bahnhofsgebäude der Reichsbahn.

#### Westdeutsche Maschinenfabrik
Nach der Inbetriebnahme der Strecke Mödrath-Liblar-Brühl baute die Westdeutsche Eisenbahn-Gesellschaft in Liblar ein Eisenbahnausbesserungswerk, in dem Lokomotiven und Waggons mehrerer Kleinbahnen ausgebessert werden konnten. Diese große Betriebsstätte, die „Westdeutsche Maschinenfabrik“, schuf viele neue Arbeitsplätze, wo eine große Anzahl Arbeiter aus Liblar und der Umgebung ihren Lebensunterhalt verdienten.

#### Donatusdorf

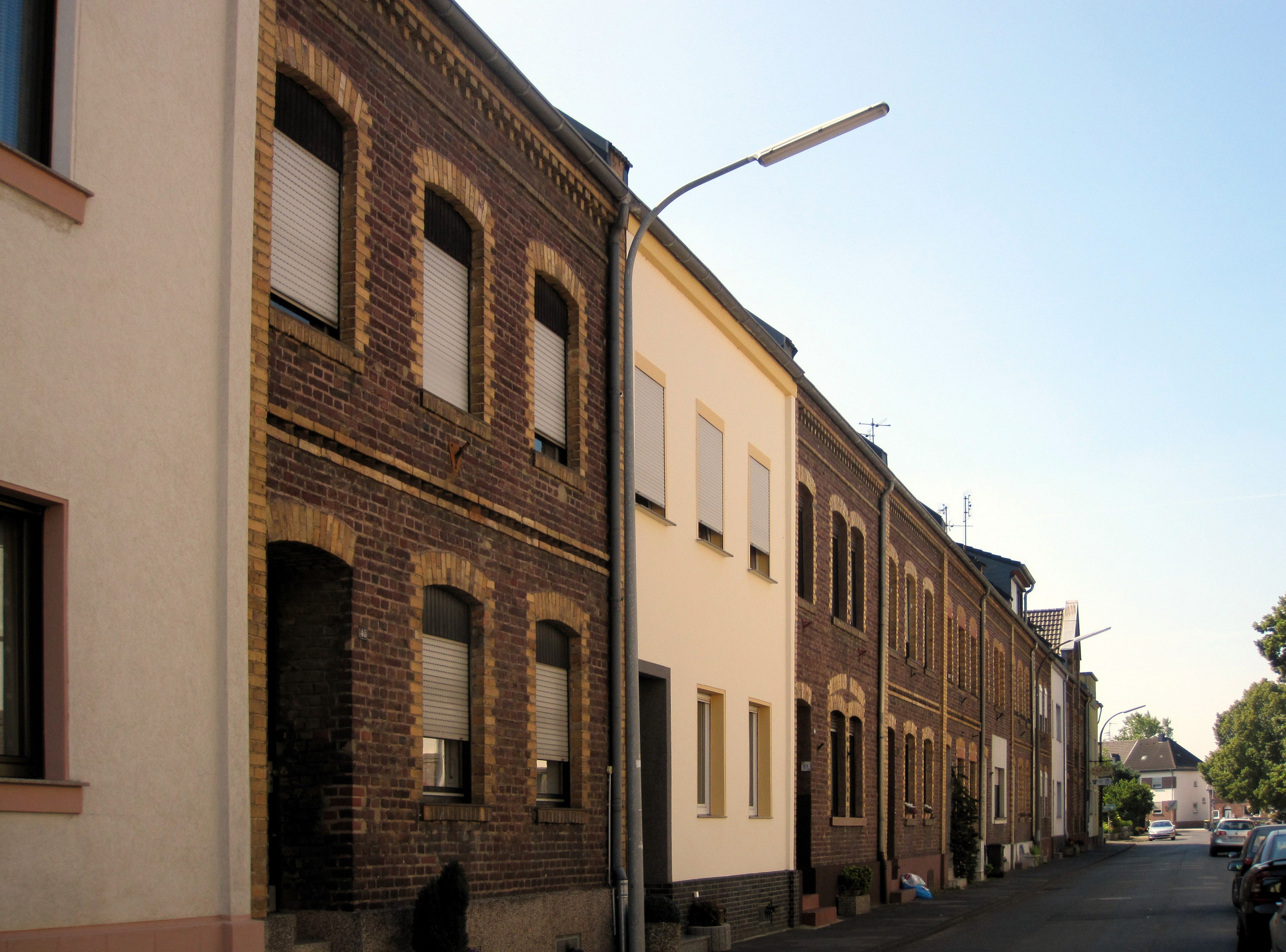
Wohnhäuser auf dem Heidebroich von 1904
Der Briefkopf der Grube Donatus zeigt am unteren Rand die entstehende Siedlung Donatusdorf
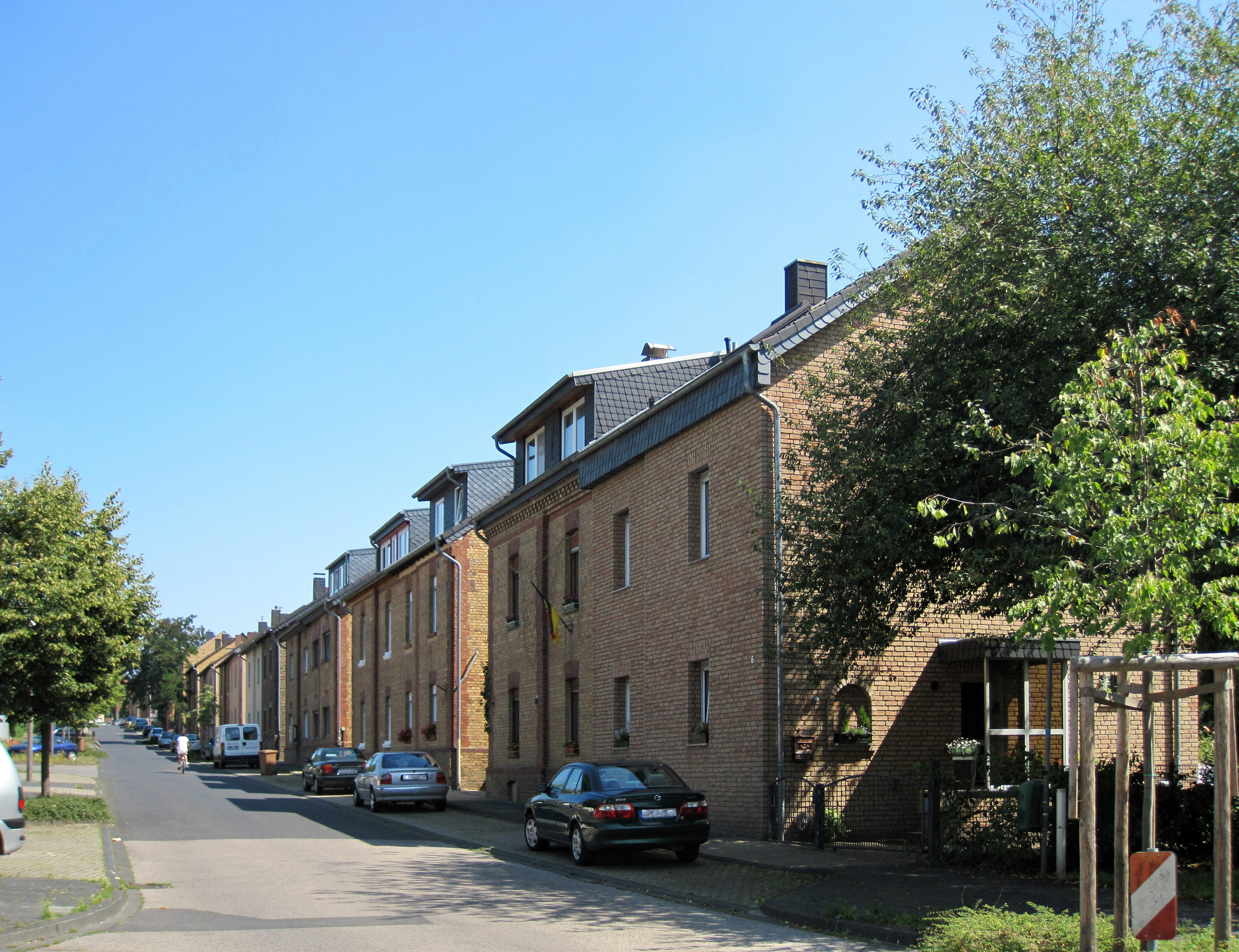
Einheitlich gestaltete Häuser der Grubenarbeiter im Donatusdorf
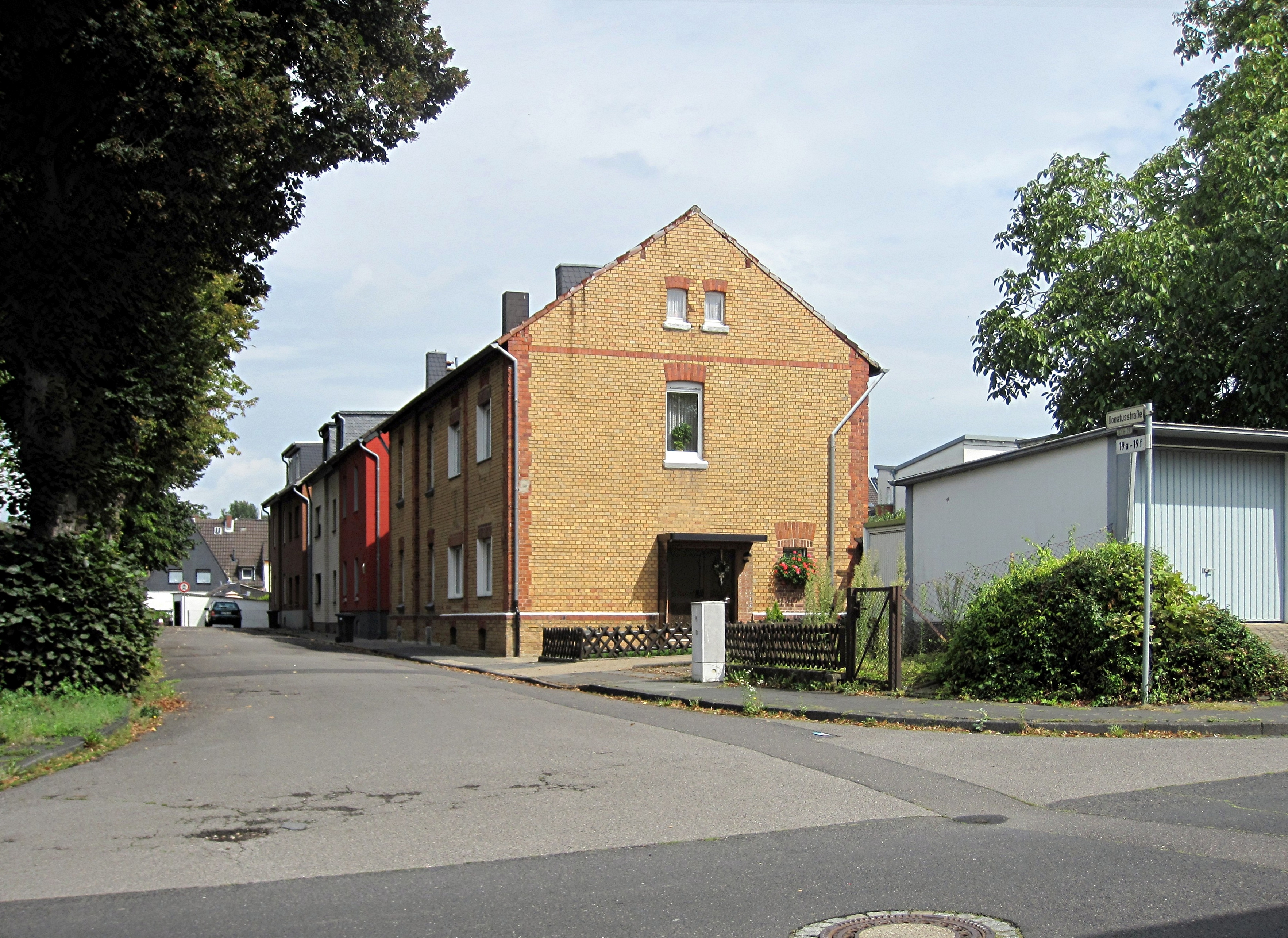
Eine der erhaltenen Stichstraßen an der Donatusstraße

Der erweiterte Braunkohleabbau war durch das Potential heimischer Grubenarbeiter nicht mehr zu bewerkstelligen, sodass zusätzliche Arbeitskräfte durch auswärtige Anwerbungen erforderlich waren. Um den Arbeitern und ihren Familien neben dem gesicherten Arbeitsplatz einen adäquaten Wohnraum zu bieten, ließ die Grube Donatus einheitlich gestaltete zweigeschossige Häuser errichten, von denen die ersten zwischen 1890 und 1898 in der heutigen Donatusstraße und ihren Stichstraßen entstanden und „Donatusdorf“ genannt wurden. Es folgten Häuser in der Bahnhofsstraße und im Jahr 1904 eine Häuserzeile „auf dem Heidebroich“.
Im Jahre 1921 wurden am Schlunkweg Wohnhäuser, überwiegend Beamtenwohnungen, gebaut und die Baulücken in der Heidebroichstraße geschlossen. Den Entwurf für die Bebauung lieferte Regierungsbaumeister Mertznich, der auch die Bauleitung übernahm.
Im Jahre 1922 genehmigte das preußische Innenministerium den Beschluss des Gemeinderates Liblar und den folgenden Antrag an den Regierungspräsidenten, dass die zur Gemeinde Liblar gehörigen Ortsteile Donatusdorf, Heidebroich, Schlunkweg und Bahnhofstraße die Bezeichnung „Oberliblar“ erhielten.

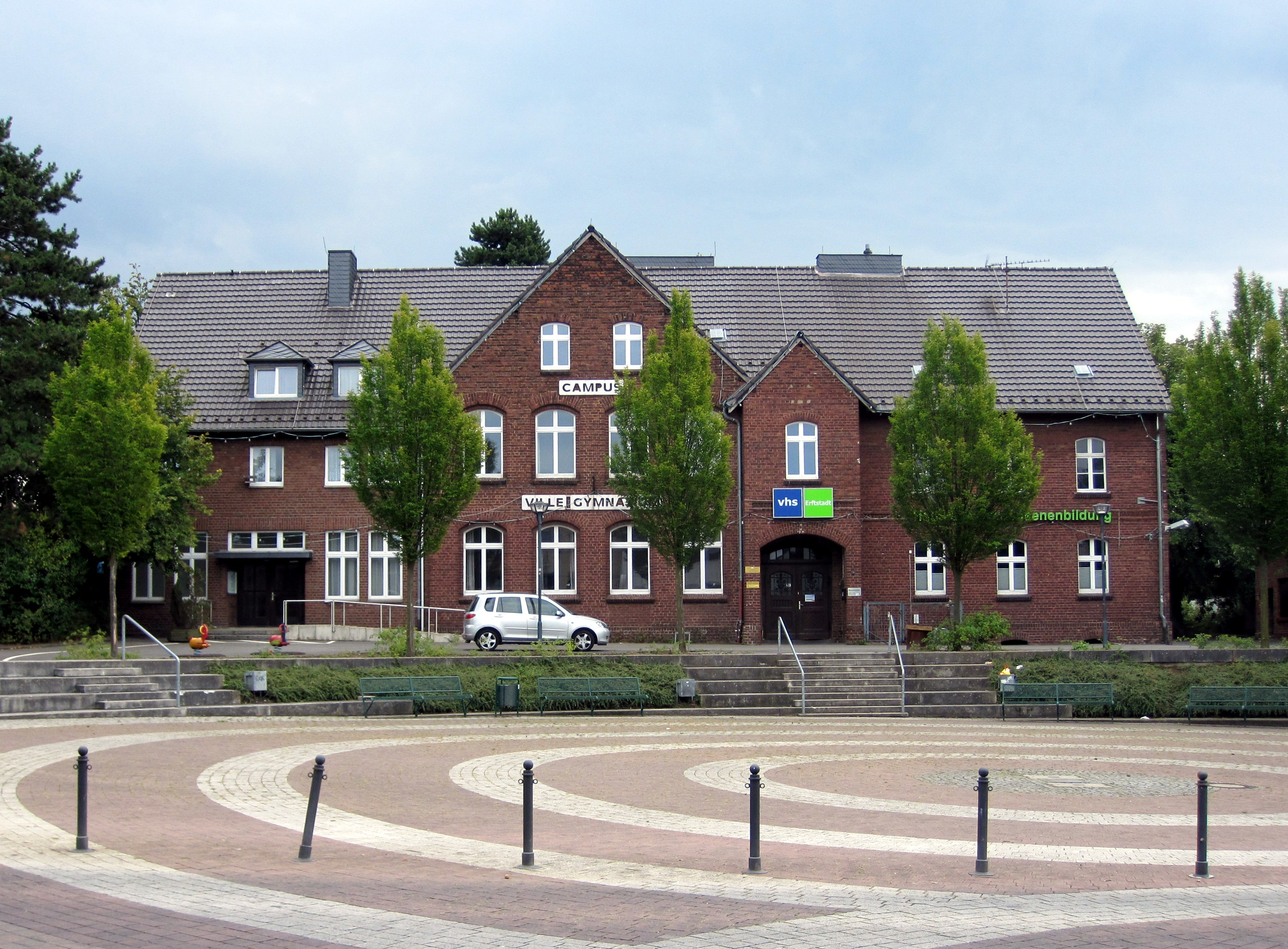
Ehemalige katholische Volksschule am Marienplatz. In dem 1903 erbauten Gebäude ist heute die Volkshochschule untergebracht

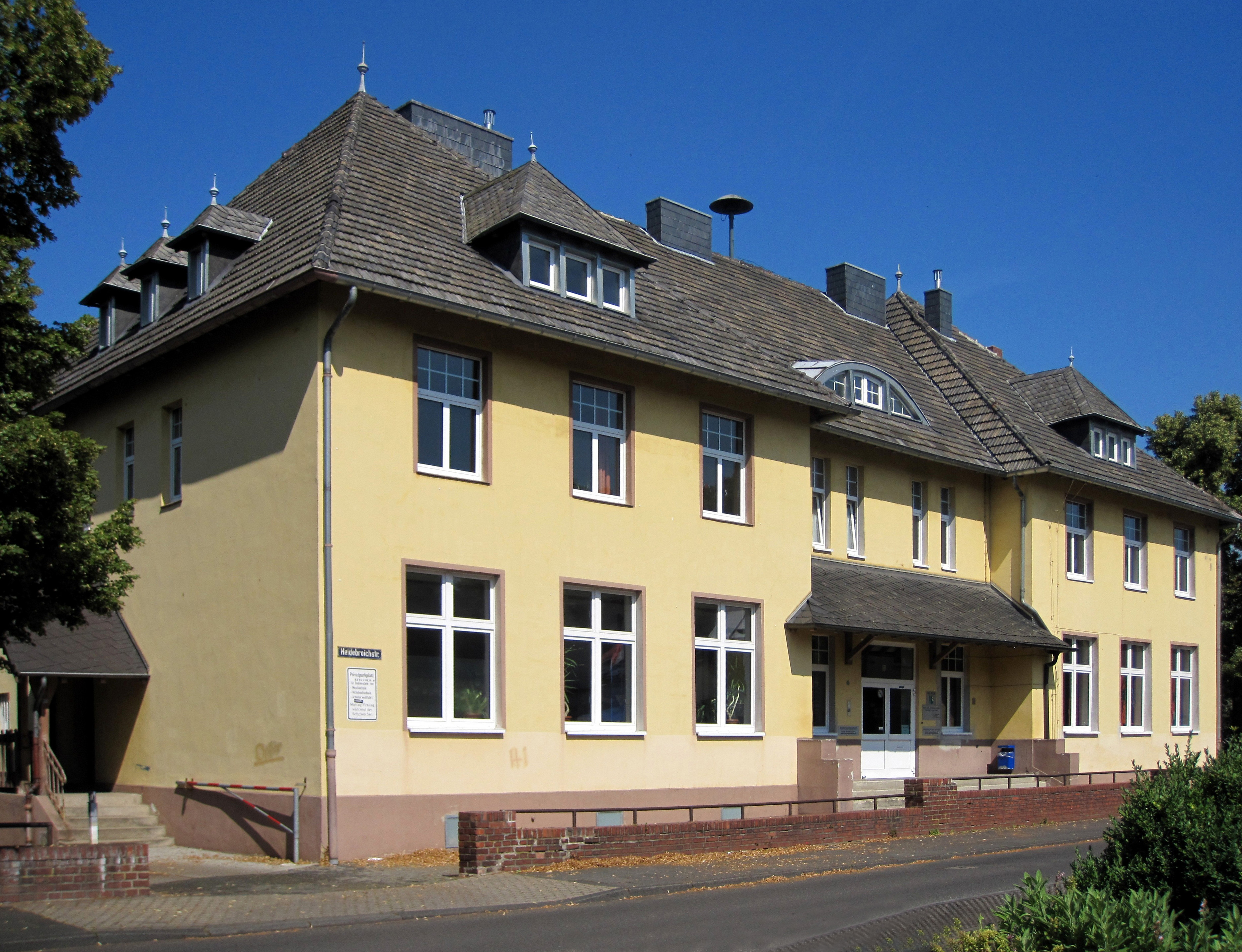
Ehemalige katholische Volksschule Oberliblar, bis 2014 Musikschule, wird als Wohngebäude umgebaut

#### Schulen
Der Schulunterricht wurde wie schon unter französischer Verwaltung von dem schon in kurfürstlicher Zeit tätigen Küsterlehrer weitergeführt, an dessen Lehrtätigkeit auch die in preußischer Zeit eingeführte allgemeine Schulpflicht von 1825 nichts änderte. Erst 1828 wurde der Unterricht durch den „Kandidaten“ (Anwärter auf ein Lehramt) Christian Schurz, dem Vater des Deutsch-Amerikaners Carl Schurz, gehalten, der das Lehrerseminar in Brühl besucht hatte, und den Unterricht bis zu seiner Ablösung im Jahr 1833 erteilte.
Zu dieser Zeit wären 117 in einem Schulsaal des Gemeindehauses zu unterrichtende Kinder schulpflichtig gewesen, von denen jedoch nur wenige jüngere zum Unterricht erschienen. Die meisten kamen der Schulpflicht nicht nach und arbeiteten bereits als Heranwachsende in den Kohlegruben.
Nachdem der Schulpflicht ab der Mitte des 19. Jahrhunderts von den meisten Schülern nachgekommen wurde, bemühte sich die Gemeinde um eine Verbesserung der Schulverhältnisse. Sie erwarb 1847 das Schurz’sche Anwesen als Schulhaus, dessen Räumlichkeiten jedoch nach einigen Jahren für die gestiegene Anzahl der Schüler nicht mehr ausreichten. So wurde der dem Schulhaus anliegende Tanzsaal hergerichtet, der Platz für zwei weitere Schulsäle bot. Zuvor war ein 1852 von der Gemeinde vorgeschlagener Abbruch und Neubau an anderer Stelle erwogen, war aber nicht realisiert worden, da nach einem Gutachten des Baurats Ernst Friedrich Zwirner eine Reparatur des Tanzsaales mit der Aufteilung in zwei Schulräume genügte. Erst 1876 wurde der ehemalige Tanzsaal abgerissen und auf dem Areal ein neues Schulgebäude aus Backstein errichtet.
Die Braunkohleindustrie verursachte ein starkes Anwachsen der Bevölkerung und ließ somit auch die Schülerzahl stark ansteigen, sodass auch Köttingen und Oberliblar eigene Schulen erhielten. In Liblar selbst entstand an der Abzweigung der Brühler- von der Hauptstraße (heute Carl-Schurz-Straße) im Jahr 1903 ein neues Schulgebäude, das in den folgenden Jahrzehnten erweitert wurde.
Infolge weiter stark ansteigender Schülerzahlen in Oberliblar baute die Gemeinde 1910 in der Heidebroichstraße ein neues, vier Säle enthaltendes Schulgebäude für die Kinder von „Donatusdorf“ und „Heidebroich“, in dem überdies eine Klasse der in Liblar eingerichteten einklassigen evangelischen Schule untergebracht wurde, die bisher im alten Schulgebäude unterrichtet worden war.

#### Friedhöfe
Im Jahr 1840 wurde der um die Kirche St. Alban gelegene Kirchhof aufgegeben und der Gemeindefriedhof an der Köttinger Straße auf dem von der Gemeinde erworbenen Grundstück angelegt.
Die jüdische Gemeinde erhielt 1877 einen Friedhof am Schlunkweg, für den Graf Wolff Metternich ein landwirtschaftlich nicht mehr nutzbares Grundstück stiftete unter der Bedingung, dass es als Friedhof genutzt wurde.

### Weimarer Zeit

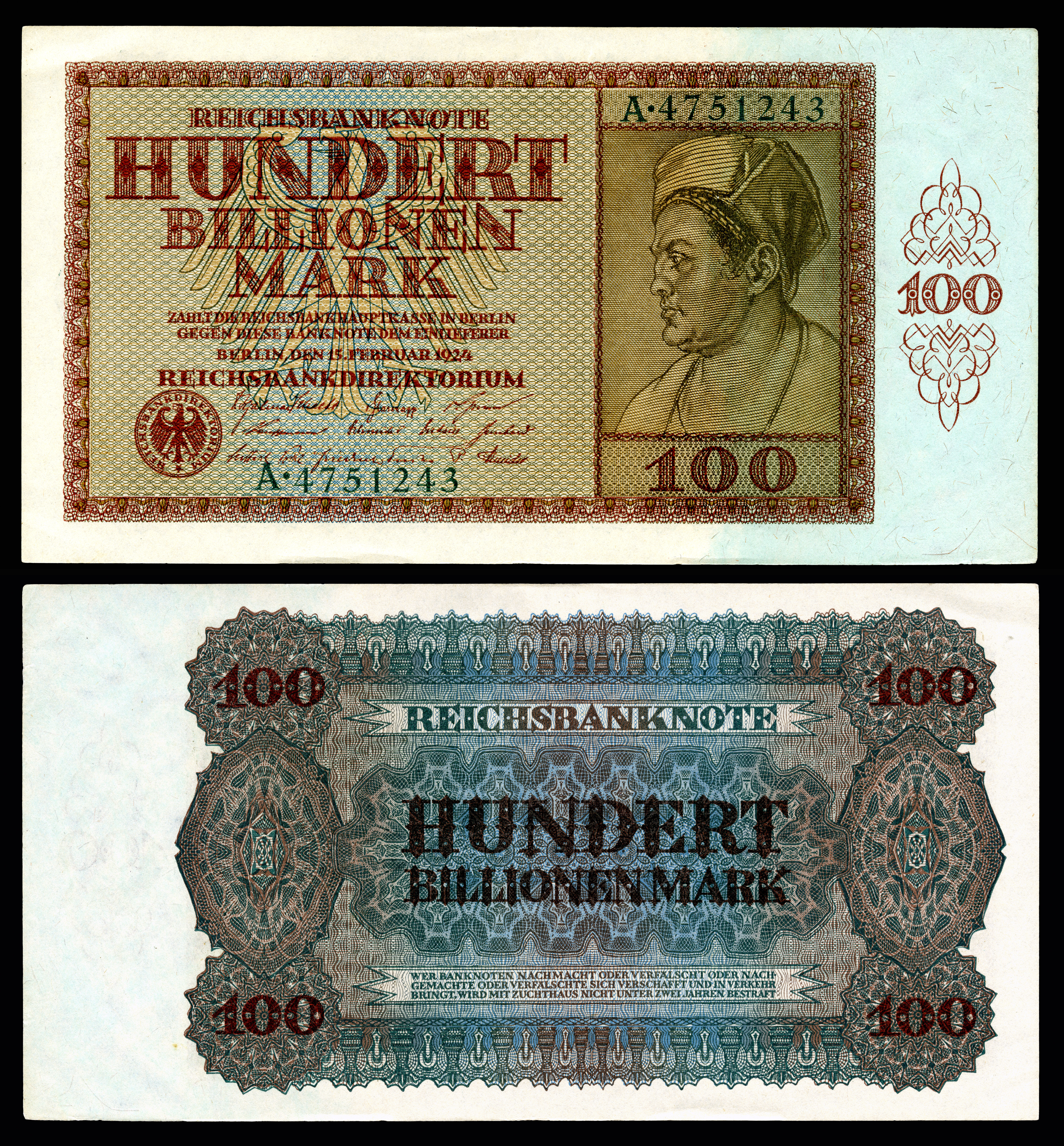
100 Billionen Papiermark haben als Ersatzgeld 1924 einen offiziellen Wert von 100 Rentenmark

Nach dem Ersten Weltkrieg und dem Ende der wilhelminischen Zeit unterstand Liblar entsprechend den Bestimmungen im Friedensvertrag von Versailles, der unter anderem die Besetzung des linksrheinischen Gebietes vorschrieb, 1919 der englischen, von 1920 bis 1926 der französischen Besatzung. Die Anordnungen der Besatzungsbehörden brachten für die Bürger Einschränkungen aber auch Sicherheit vor revolutionären Unruhen. Als Folge der von der deutschen Regierung als unerfüllbar abgelehnten Reparationsforderungen wurden in Liblar 1923 marokkanische Soldaten einquartiert, die die Braunkohlegruben besetzten. Sie verließen Liblar 1924 nach der Wiederaufnahme der Reparationszahlungen.
Negativ wirke sich die voranschreitende Geldentwertung aus. Die Inflation und die Einführung der Rentenmark Ende 1923 (1924 durch die Reichsmark abgelöst) brachte viele Familien um ihre Ersparnisse. Nach Einführung der Rentenmark besserte sich für wenige Jahre die wirtschaftliche Situation.
Die zu den größten regionalen Arbeitgebern aufgestiegenen Braunkohlefabriken entließen bedingt durch die Weltwirtschaftskrise 1929 und wegen mangelnder Nachfrage ihres Produktes Brikett bis Anfang der 1930er Jahre Teile ihrer Belegschaft, wodurch viele der Männer in Arbeitslosigkeit gerieten und „stempeln“ gingen. In Liblar war auf der Brühler Straße eine Nebenstelle des Arbeitsamtes Brühl eingerichtet worden, an der sich Erwerbslose regelmäßig zu melden hatten, um ihre Unterstützung zu erhalten. Andere übernahmen sich bietende Gelegenheitsarbeiten, darunter Arbeiten in Land- und Forstwirtschaft, um ihre Familien durchbringen zu können. Da viele der Familien einen kleinen Nutzgarten bepflanzten und Haustiere hielten, konnte die größte Not abgewendet werden.
Die Westdeutsche Maschinenfabrik war eines der wenigen Großunternehmen der Region, das in der Wirtschaftskrise keine Auftragseinbußen erlitt. Sie hatte sich unter der neuen Leitung (seit 1919) auf die Reparatur von Dampflokomotiven spezialisiert.

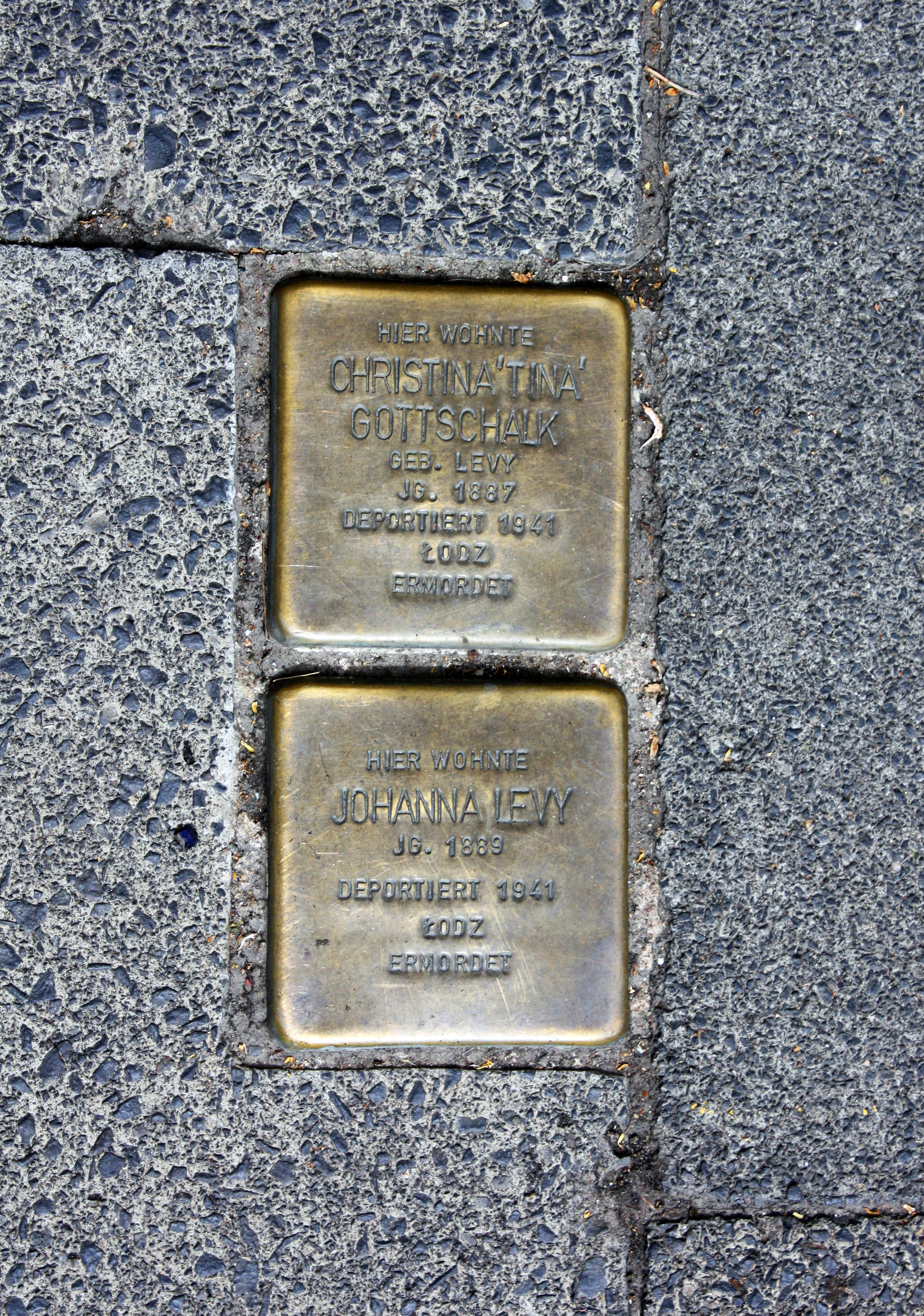
Einige Stolpersteine in Alt-Liblar

### Zeit des Nationalsozialismus
Die Liblarer Bevölkerung stand nach alter Tradition der Zentrumspartei nahe, die bei den Wahlen 1930 über 50 %, im März 1933 noch fast 40 % der Stimmen erhielt. Auch im Arbeiterdorf Oberliblar wählten über 30 % Zentrum. Ähnlich stark war in Oberliblar die SPD, deren Stimmenanteil jedoch von 32 % im Jahre 1930 auf 24 % im März 1933 sank. Im Dorf Liblar erhielt die SPD 15,9 % der abgegebenen Stimmen. Die NSDAP errang 1933 in Liblar nur 12,9 % und in Oberliblar einen Stimmenanteil von 10,3 %.
Nach der „Machtübernahme“ im Reichstag wurde die Ortsgruppe der NSDAP sehr aktiv und nahm wie auch an anderen Orten durch geschickte Agitation Einfluss auf das Leben und Denken der Bewohner. In einem von der Gemeinde erworbenen Haus an der Brühler Straße, dem „Braunen Haus“ (offiziell „Adolf-Hitler-Haus“), war die NSDAP-Zentrale der Ortsgruppe Liblar sowie eine ländliche Mädchenberufsschule untergebracht worden.
Der Einfluss dieser Partei war in wenigen Jahren auch in Liblar gestiegen, sodass die im Ort lebenden jüdischen Familien ungestraft drangsaliert werden konnten. Nachdem im November 1938 Wohnungen und Geschäfte demoliert worden waren, zogen vier der fünf verbleibenden Familien nach Köln, um in der Großstadt unterzutauchen. 1942 wurden auch sie von dort in Konzentrationslager abtransportiert und ermordet, nur zwei Personen überlebten.
Von den Auswirkungen des Zweiten Weltkrieges wurde die Bevölkerung direkt betroffen. Anfang Januar 1945 starben in Oberliblar 15 Menschen bei einem Angriff auf die dortigen Anlagen der Reichsbahn, bei der die in der Nähe liegenden Gebäude getroffen wurden, und durch die mit Bordwaffen feuernden Schützen der Tiefflieger. Kurz vor dem Einmarsch der amerikanischen Truppen in Liblar wurden Teile der Kirche St. Alban durch Minen deutscher Soldaten zerstört.

### Veränderungen nach dem Zweiten Weltkrieg

#### Kirchen und Konfessionen

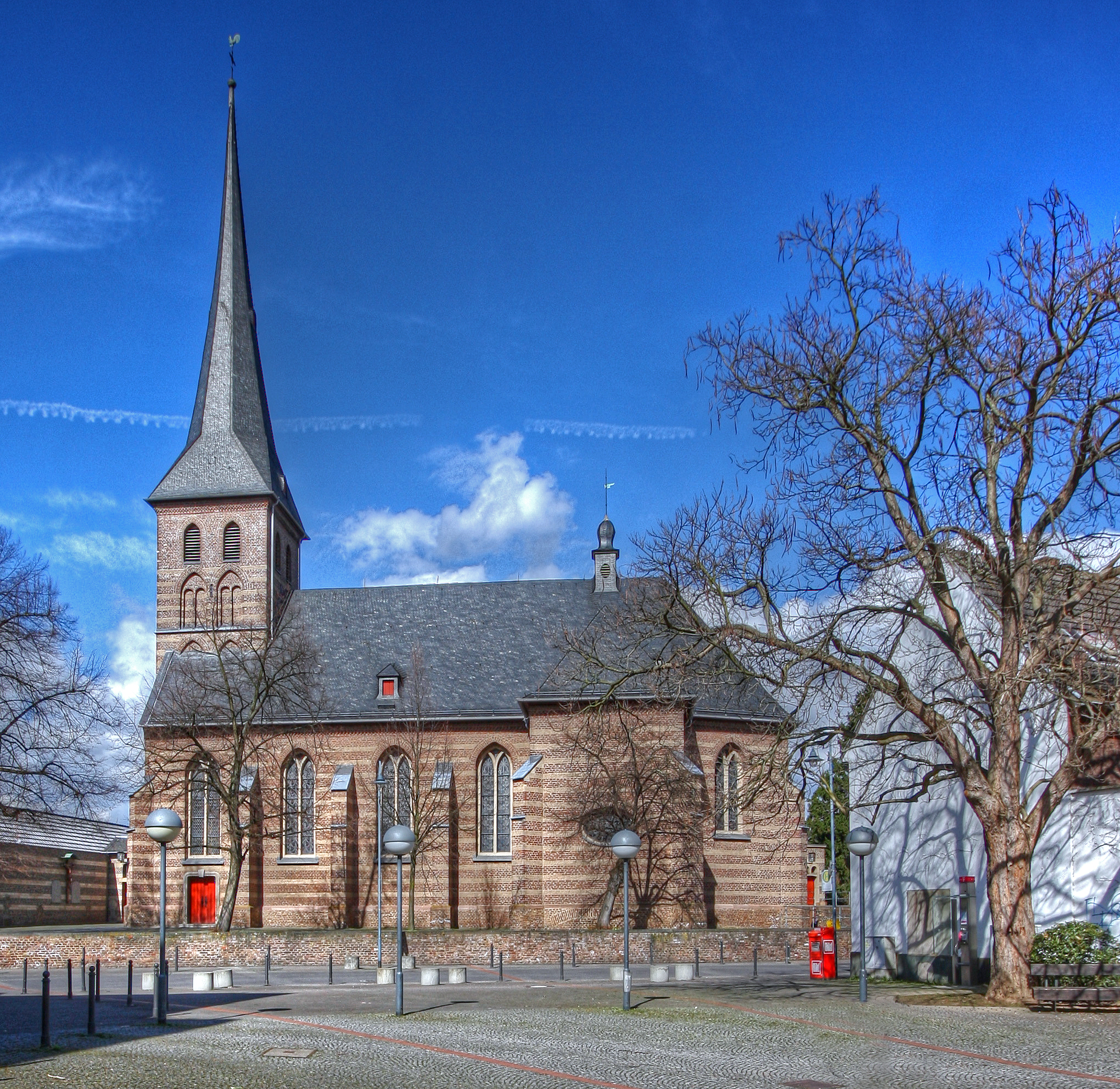
St. Alban
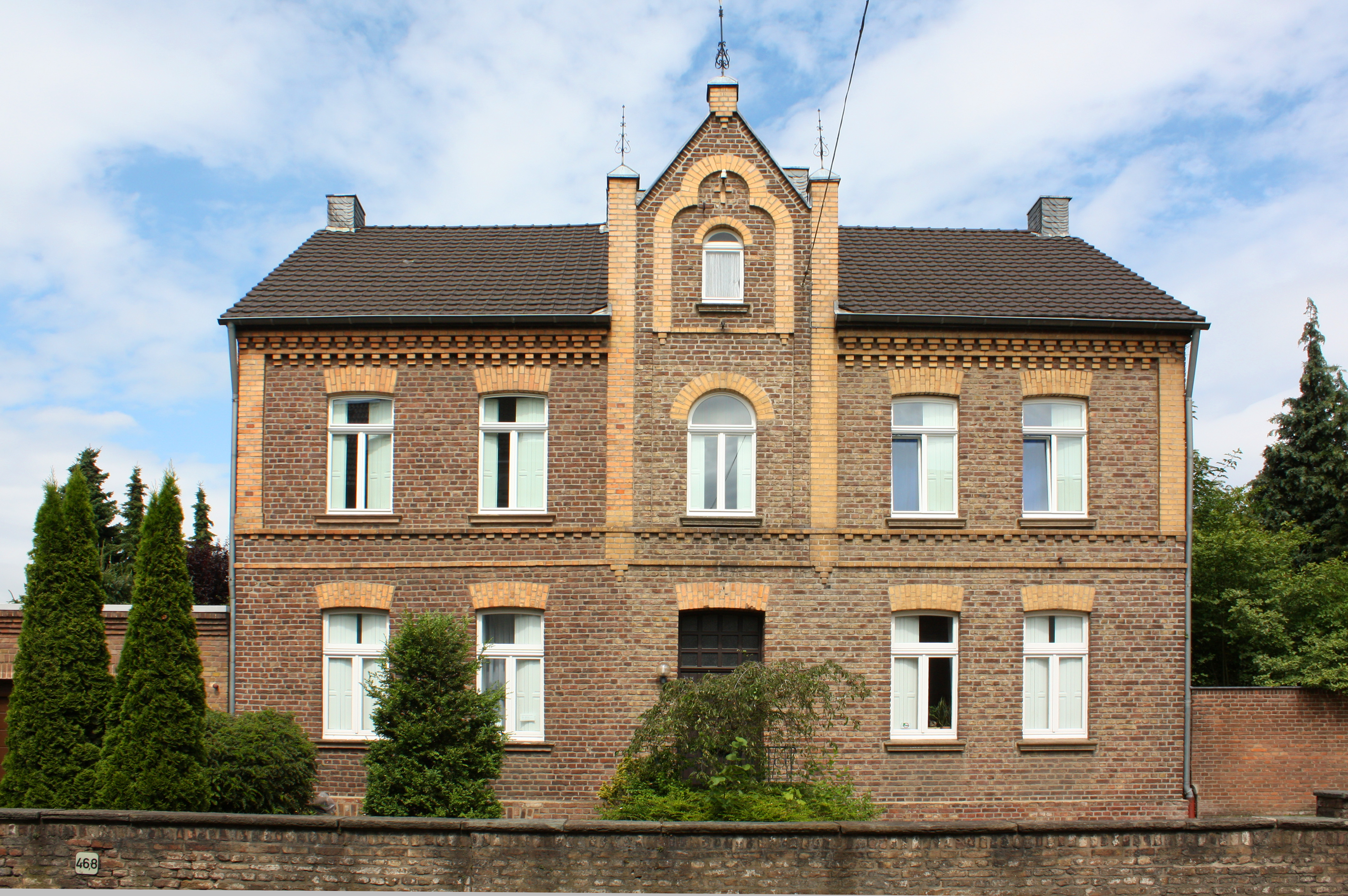
Altes Pfarrhaus St. Alban
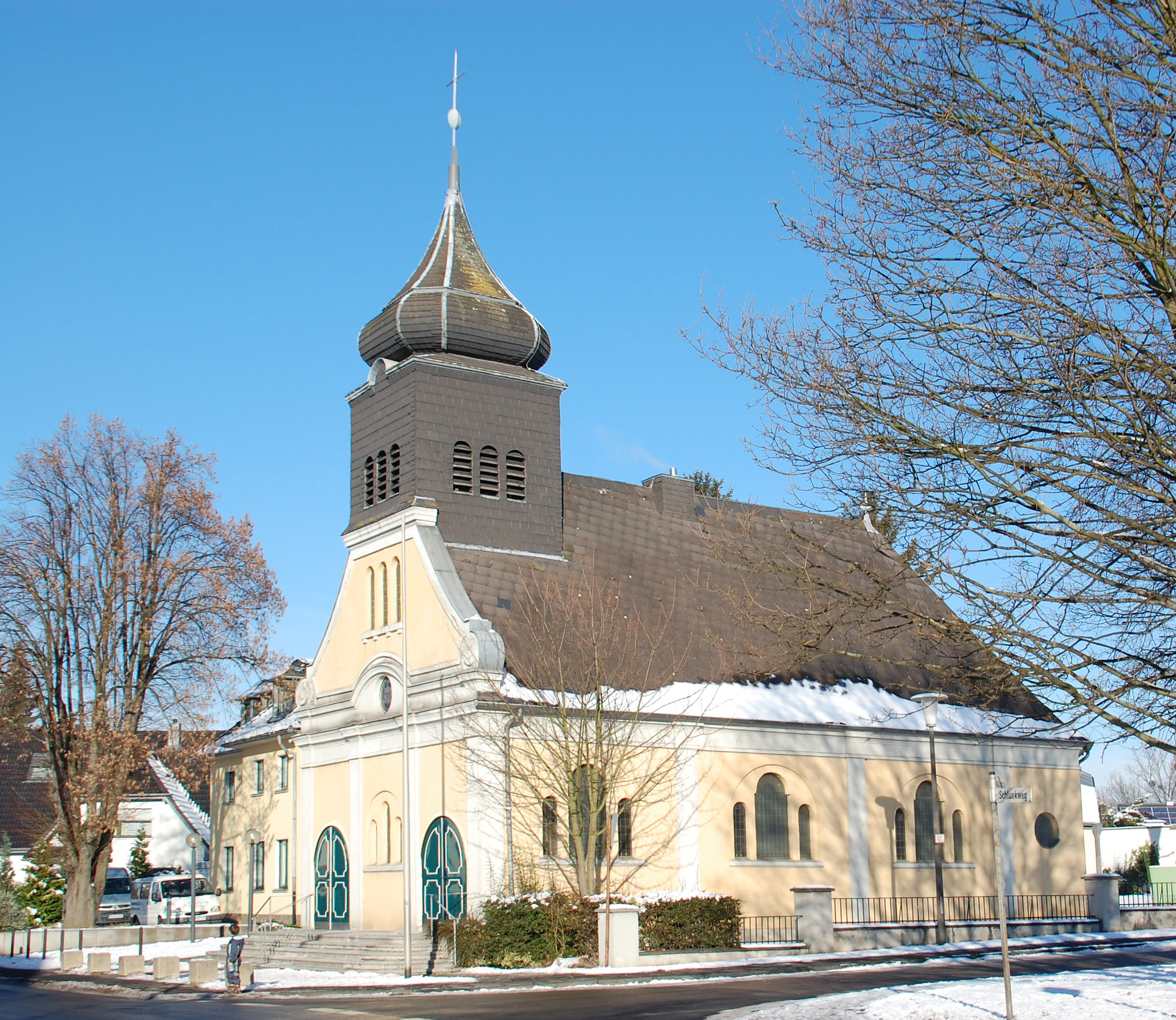
Friedenskirche
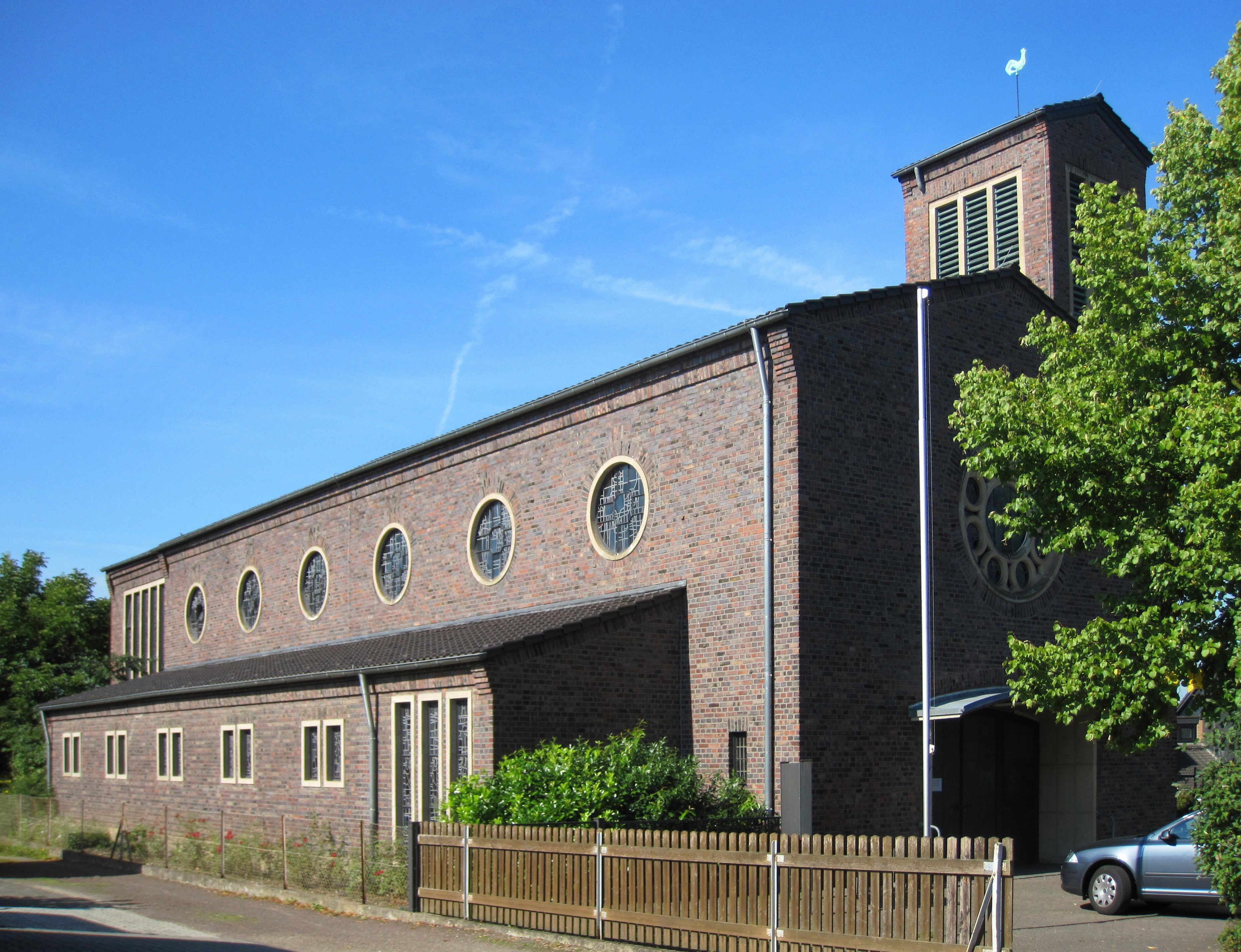
Sankt Barbara

Die das Ortsbild von Alt-Liblar bestimmende Kirche war und ist die katholische Kirche St. Alban, deren im Zweiten Weltkrieg erlittene Schäden schon 1950 behoben wurden.
Um die Jahrhundertwende zogen durch die von der Braunkohlenindustrie geschaffenen Arbeitsplätze und Vergünstigungen immer mehr Menschen in den neuen Ortsteil Oberliblar. Es waren überwiegend Neubürger katholischer Konfession, sodass schon seit 1901 erwogen wurde, in dem weiter anwachsenden Ortsteil eine eigene Kirche zu errichten. Der dann ausbrechende Erste Weltkrieg verhinderte jedoch den für das Jahr 1914 geplanten Baubeginn. Daher fanden seit 1918 an Sonntagen Gottesdienst und Messe in einem Schulraum statt. Im Jahr 1925 wurde eine Holzbaracke als Notkirche aufgebaut, die zu einem Provisorium wurde, in dem der Gottesdienst bis nach dem Zweiten Weltkrieg gehalten wurde. 1952/53 war die Gemeinde in der Lage, einen Neubau zu errichten und realisierte eine schlichte Kirche aus Backstein, die der Schutzheiligen der Bergleute St. Barbara geweiht wurde. Sehenswert sind ihre von dem Trierer Glasmaler Jakob Schwarzkopf (* 1926 in Koblenz) 1967 gestalteten Fenster. sowie Tabernakel und Taufsteindeckel, beides Arbeiten von Jakob Riffeler.
Die Neubürger evangelischer Konfession wurden zu dieser Zeit von der Pfarrei Brühl betreut. Sie hatten bereits 1911 einen Kirchbauverein gegründet, dem die Grube Liblar unter Bergwerksdirektor Watzke nach dem Ersten Weltkrieg ein Grundstück zur Verfügung stellte. Auf diesem wurde dann unter der Bauleitung des Werksarchitekten Deichmann 1925/26 in Oberliblar eine Kirche erbaut, die überwiegend durch Anteilscheine der Vereinsmitglieder und Spenden der Gruben finanziert wurde. 1949 wurde die Gemeinde, die heute Friedenskirchengemeinde heißt, von Brühl unabhängig und selbstständige Pfarre.
Die jüdische Gemeinde hatte nie ein Gotteshaus in Liblar. Der 1940 zerstörte Friedhof der jüdischen Gemeinde am Schlunkweg wurde 1961 durch die Zivilgemeinde Liblar wiederhergestellt und neue Grabsteine sowie ein Gedenkstein errichtet.

#### Ende der Braunkohlenvorräte

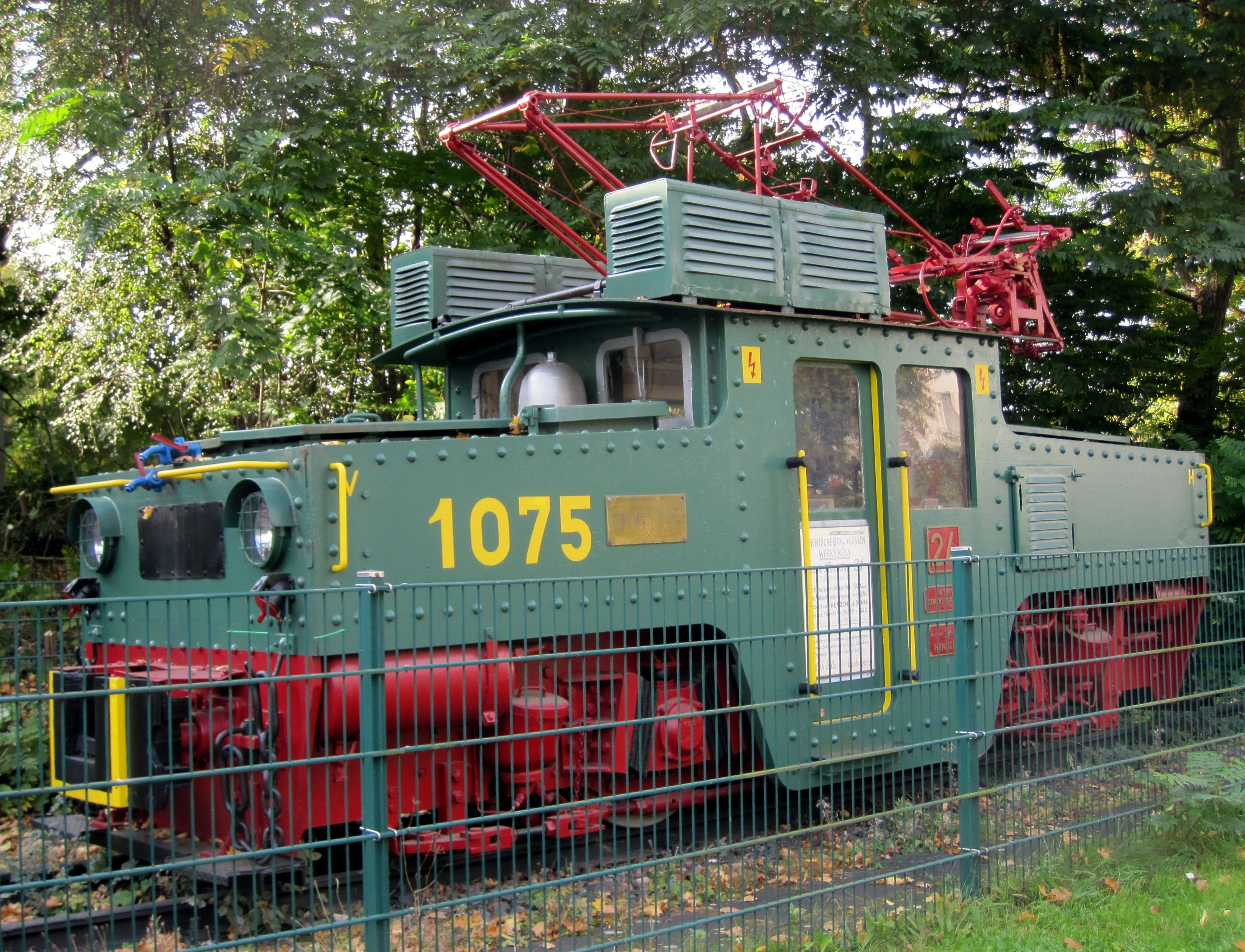
Lokomotive der Roddergrube aus dem Jahr 1940

Seit Ende der 1930er Jahre war das Ende der Braunkohleförderung und -verarbeitung im Liblarer Raum absehbar, als die Grube Concordia Liblar (Concordia Süd) im Jahr 1938 die Brikettproduktion einstellen musste. Als 1944 die Kohlenvorräte der Grube Donatus erschöpft waren, übernahm die Roddergrube die Anlage und transportierte ihre Kohle zur Verarbeitung nach Donatus. Die von 1947 bis 1952 durchgeführten Versuche der Grube Donatus, im Tiefbauverfahren Kohle zu gewinnen, erwiesen sich als unrentabel und wurden wieder eingestellt. Am 1. Juli 1959 wurde die Grube Donatus geschlossen. 1961 folgte die Grube Liblar, die auch seit 1957 mit Kohle zur Brikettverarbeitung von der Roddergrube beliefert worden war.
Nach dem Ende der Brikettverarbeitung hatten die Kleinbahnen ihre Hauptaufgabe verloren und stellten 1959 (Kreisbahn Euskirchen – Liblar) und 1961 (Mödrath-Liblar-Brühler Kreisbahn) ihren Betrieb ein.
Damit verbunden war auch das Ende der „Westdeutschen Maschinenfabrik“, die bis nach dem Zweiten Weltkrieg mit Reparaturen von Dampf- und Diesellokomotiven eine Hochkonjunktur erlebt hatte. Da dem Betreiber, dem Klöckner-Konzern, der 1958 die Maschinenfabrik übernommen hatte, eine grundlegende Modernisierung zu teuer war, wurde sie 1967 geschlossen.

#### Anwachsen der Bevölkerung und des bebauten Gebietes
Liblar war in der Nachkriegszeit von zwei einschneidenden Änderungen betroffen. Einerseits kam das Ende der Braunkohleförderung und die Schließung der zugehörigen Fabriken, zum anderen war ein starkes Anwachsen der Bevölkerung eingetreten, wie es in gleichem Maß in keinem der anderen Stadtteile Erftstadts der Fall war.
Der erste Zuwachs erfolgte durch die Heimatvertriebenen, denen zum Bau von Eigenheimen Bauland zur Verfügung gestellt und erschlossen wurde.
Das zur Verfügung stehende Bauland resultierte ab dem Jahr 1957 aus den zu dieser Zeit von der Gemeinde Liblar erworbenen umfangreichen Ländereien der reichsgräflichen Familie von Wolff Metternich, die auch Schloss Gracht an die Gemeinde veräußerten. Seit dem Ende der 1950er Jahre begann die Gemeinde mit der Erschließung des Geländes und löste damit einen regelrechten „Bauboom“ aus.
Zunächst dehnte sich die Bebauung stark in Richtung Oberliblar aus, so dass beide Ortsteile zusammenwuchsen. Dies hatte zur Folge, dass seit 1964 nur noch der Ortsname Liblar geführt wurde und nach Beschluss des Gemeinderates die Ortsschilder „Oberliblar“ entfernt wurden, doch blieb die Bezeichnung Oberliblar im Sprachgebrauch der einheimischen Bevölkerung bestehen.
Die neue Bebauung setzte sich in der folgenden Zeit in südlicher Richtung fort.
Durch den Zuzug zahlreicher Neubürger, die überwiegend in Köln oder den Industriewerken der Umgebung Kölns arbeiten, wurde Liblar zur einwohnerstärksten Gemeinde des ehemaligen Nordkreises Euskirchen.
Da unter den Zugezogenen viele Familien mit Kindern waren, reichten die Räumlichkeiten der Volksschule in Alt-Liblar trotz durchgeführter Erweiterungen nicht für die schulpflichtigen Kinder aus. Obwohl dem Bedarf entsprechend 1963 bereits eine Realschule eingerichtet wurde, sah sich die Gemeinde veranlasst, 1963/64 neue Schulgebäude in der Nähe der Bahnhofstraße errichten zu lassen, die später zu einem Schulzentrum erweitert wurden. Die bisherige evangelische Schule, die seit 1966 Gemeinschaftsschule war, wurde ebenfalls dort untergebracht. Von den bei der Schulreform 1968 verbliebenen Grundschulen und einer Hauptschule blieben 1969 eine Grundschule in Alt-Liblar und eine Grundschule in Oberliblar sowie eine Hauptschule bestehen.

#### Verwaltung
Nach der Gründung des Landes Nordrhein-Westfalen 1946 bestand das Amt Liblar weiter bis zur kommunalen Verwaltungsreform 1969.
In den folgenden Jahren wurden in Liblar die Kriegsschäden beseitigt. In den Jahren 1959–1969 wurden neue Wohngebiete erschlossen, die Kanalisation verbessert, neue Schulen gebaut und die Gemeindestraßen ausgebaut.
Nach einem Beschluss der Landesregierung NRW wurde am 1. Juli 1969 eine Gebietsreform durchgeführt, die am 1. Januar 1975 zum Abschluss kam. Bei dieser Reform wurden mehrere kleinere Kommunen zu wenigen großen Verwaltungseinheiten zusammengefasst. Im Nordkreis Euskirchen waren davon die Stadt und das Amt Lechenich, das Amt Liblar, das Amt Friesheim und das Amt Gymnich betroffen, die nun eine neue Verwaltungseinheit bildeten. Bei den Vorüberlegungen plädierten einige Liblarer Politiker für einen neuen neutralen Namen unter dem zusammenfassenden Begriff „Erftstadt“, dem der Gesetzgeber entsprach mit der Begründung, dass „der Raum zwischen Lechenich und Liblar durch die Erftlandschaft geprägt“ wäre. Die Entwicklungschancen der neuen Gemeinde lägen im Raum Lechenich/Liblar. In der Folge sollte ein repräsentatives städtisches Zentrum geschaffen werden, welches Lechenich mit Liblar verbinden würde. Der Plan des Zusammenwachsens von Liblar und Lechenich mit einem neuen Zentrum beiderseits der Erft wurde jedoch 1976 aufgegeben.

### Einwohnerentwicklung
| Jahr | Einwohner |
| ---- | --------- |
| 1871 | 1070      |
| 1925 | 3337      |
| 1959 | 4300      |
| 1961 | 6946      |
| 1969 | 9269      |

Von den im Jahr 1959 gezählten 4300 Einwohnern entfielen auf das Dorf Liblar 2100 und auf Oberliblar 2200.

### Die Bürgermeister von Liblar
| von  | bis  | Name                            | Lebensdaten | Anmerkung                                                              |
| ---- | ---- | ------------------------------- | ----------- | ---------------------------------------------------------------------- |
| 1800 | 1827 | Jacob Maria Fischer             |             |                                                                        |
| 1827 | 1840 | Johann Joseph Curt              |             | auch Bürgermeister von Friesheim (1819–1837) und Lechenich (1836–1839) |
| 1840 | 1841 | Graf Levin von Wolff-Metternich |             | „provisorischer“ Bürgermeister                                         |
| 1841 | 1859 | Theodor Winterschladen          | 1789–1859   |                                                                        |
| 1859 | 1875 | Johann Kiel                     | 1815–1875   | auch Bürgermeister von Lechenich (1855–1875)                           |
| 1875 | 1908 | Franz Busbach                   |             | auch Bürgermeister von Gymnich und Lechenich                           |
| 1909 | 1912 | Joseph Dresen                   | * 1878      |                                                                        |
| 1913 | 1929 | Wilhelm Broekmann               |             | vorher Bürgermeister in Schleiden                                      |
| 1930 | 1945 | Hugo ten Hövel                  | 1890–1953   |                                                                        |
| 1945 | 1946 | Joseph Hündgen                  |             |                                                                        |
| 1946 | 1950 | Johann Arenz                    |             |                                                                        |
| 1950 | 1955 | Joseph Ebertz                   |             |                                                                        |
| 1955 | 1956 | Josef Misgeld                   | 1919–1966   |                                                                        |
| 1956 | 1958 | Franz Lehnen                    |             |                                                                        |
| 1958 | 1969 | Franz Rüth                      |             |                                                                        |

## Heutiger Stadtteil Liblar

### Alter Ortskern

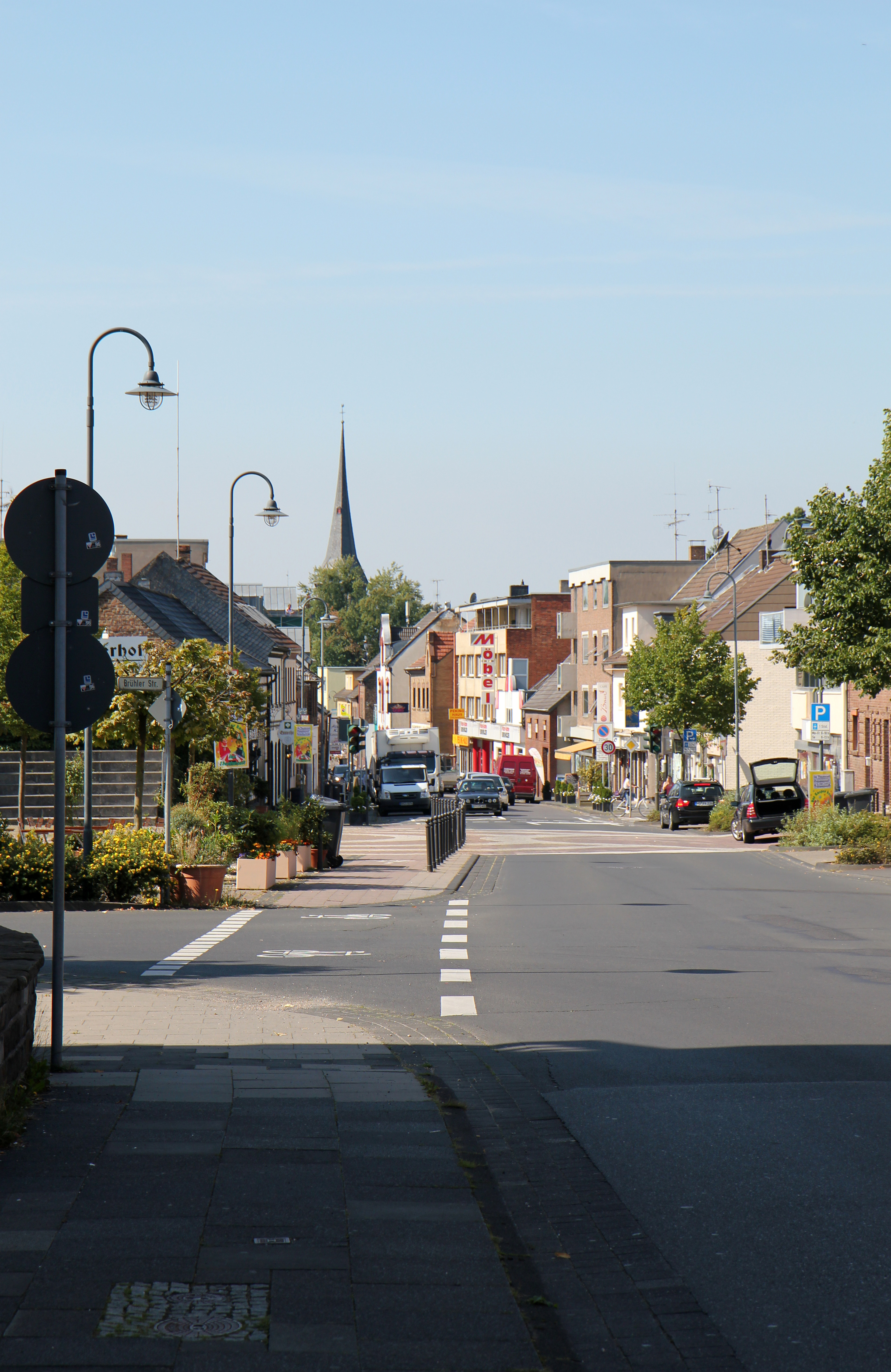
Blick in die Carl-Schurz-Straße
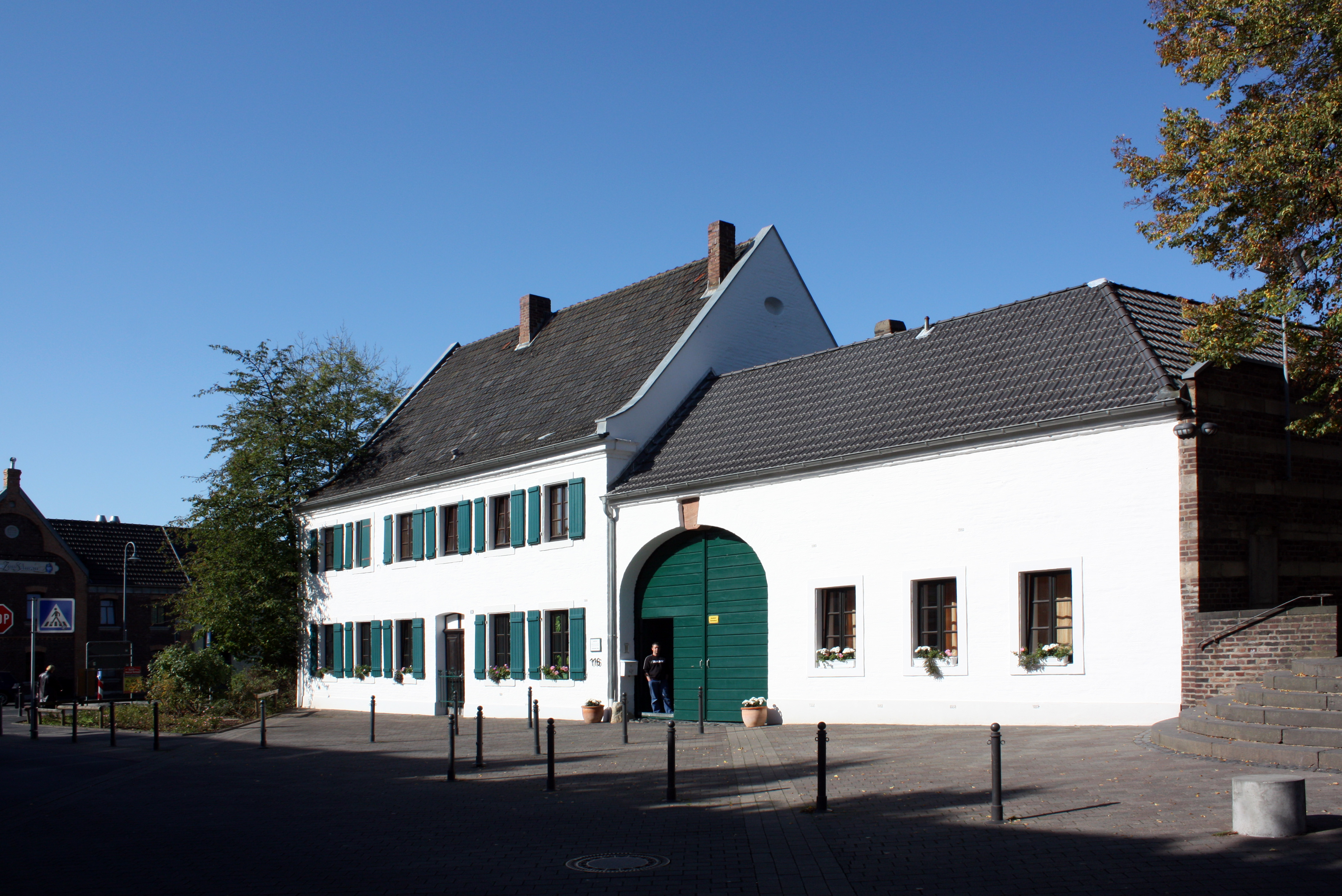
Altes Fronhofgebäude
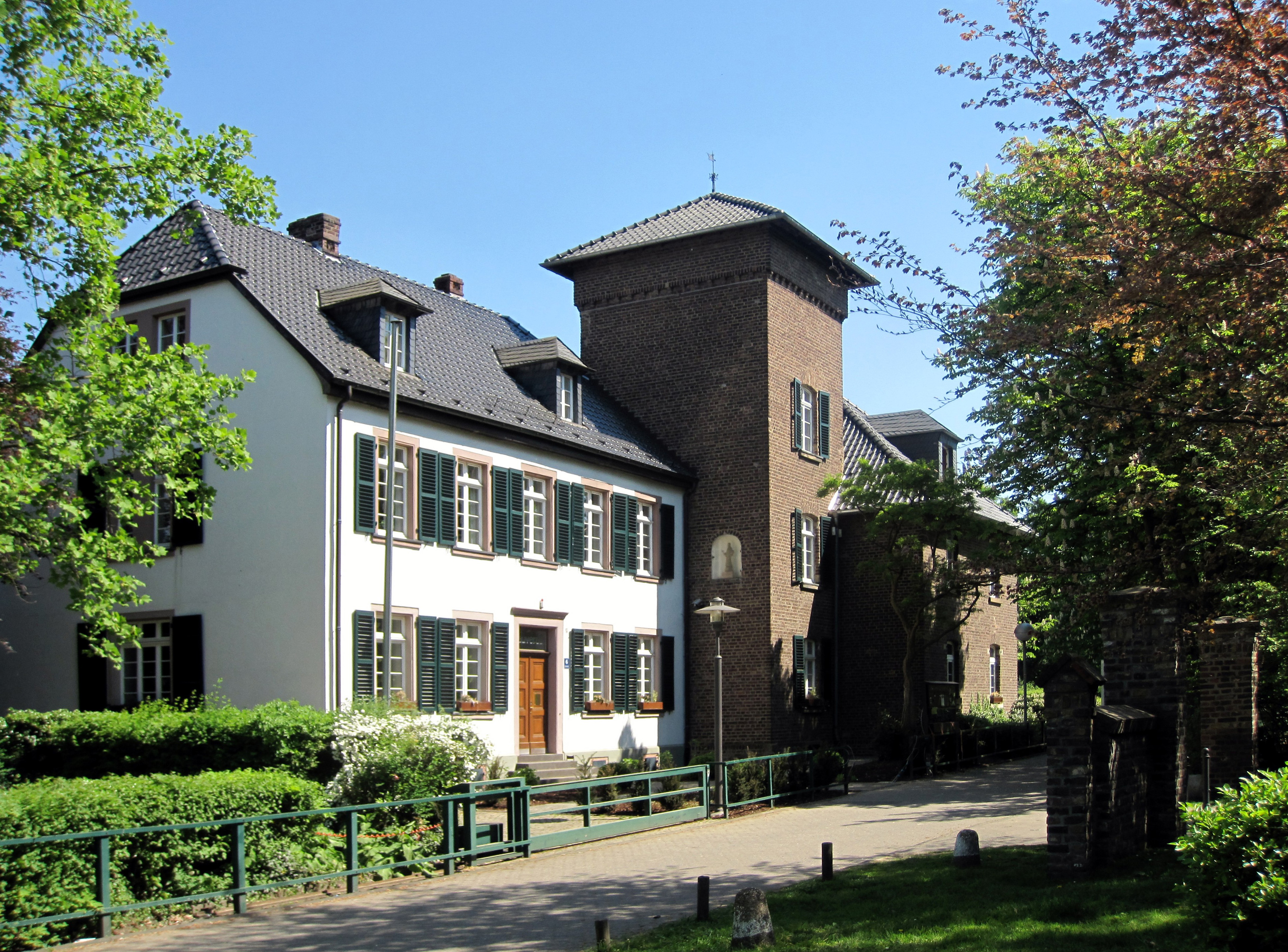
Ehemalige Rentei von Schloss Gracht, heute Sitz des Bauvereins Liblar
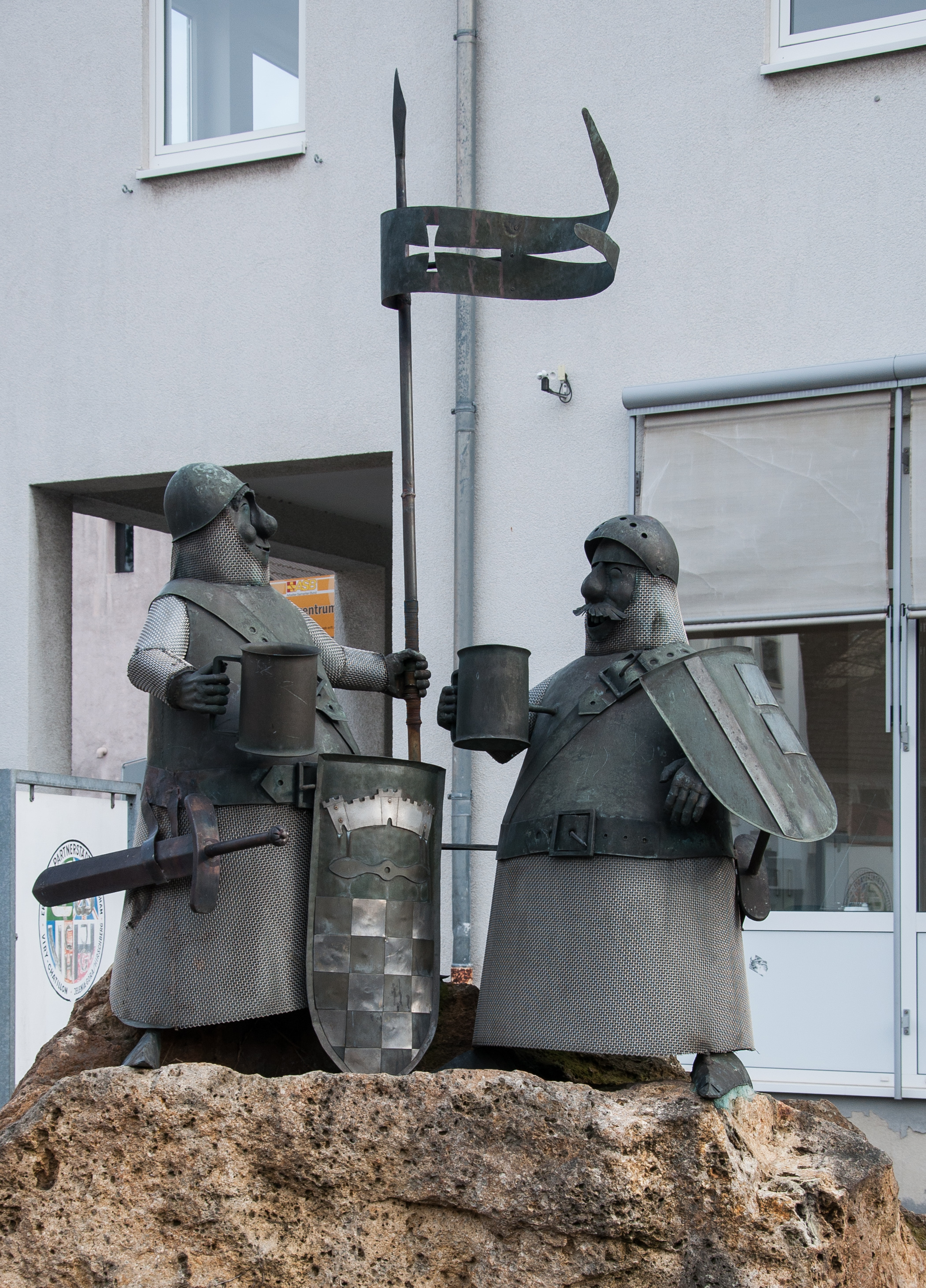
Skulpturen als Geschenk der Partnerstadt Viry-Chatillon auf dem Viry-Châtillon-Platz

Der alte Ortskern Liblar erstreckt sich entlang der Carl-Schurz-Straße und wird dominiert von der Kirche St. Alban, dem Fronhof und der Anlage des Schlosses Gracht mit seinem historischen Park, der für alle Bürger zugänglich ist.
In Höhe der Kirche zweigen Straßen nach Köttingen, Kierdorf und an Buschfeld vorbei nach Bliesheim ab. Der Ausbau der B 265 als Umgehungsstraße und die Umgestaltung der Carl-Schurz–Straße als verkehrsberuhigte Zone brachte eine Entlastung des Durchgangsverkehrs. Veränderungen an St. Alban und Fronhof, am Viry-Chatillon-Platz und die Neugestaltung des Marienplatzes verbesserten die Wohnqualität und dienen auch der Belebung der Geschäftssituation im alten Ortsteil.
In der Carl-Schurz-Straße und in den Nebenstraßen gibt es Einkaufsmöglichkeiten für den täglichen Bedarf im Einzelhandel und in Fachgeschäften. Ferner finden sich dort Cafés und Restaurants, eine Postfiliale, eine Bankfiliale und eine Tankstelle, Rechtsanwälte und die Geschäftsstelle des Bauvereins Liblar. Auf dem Viry-Chatillon-Platz findet regelmäßig Wochenmarkt statt.
Ein Gewerbegebiet liegt am Ortsrand in unmittelbarer Nähe zu Köttingen.

### Neu-Liblar
Wohnpark

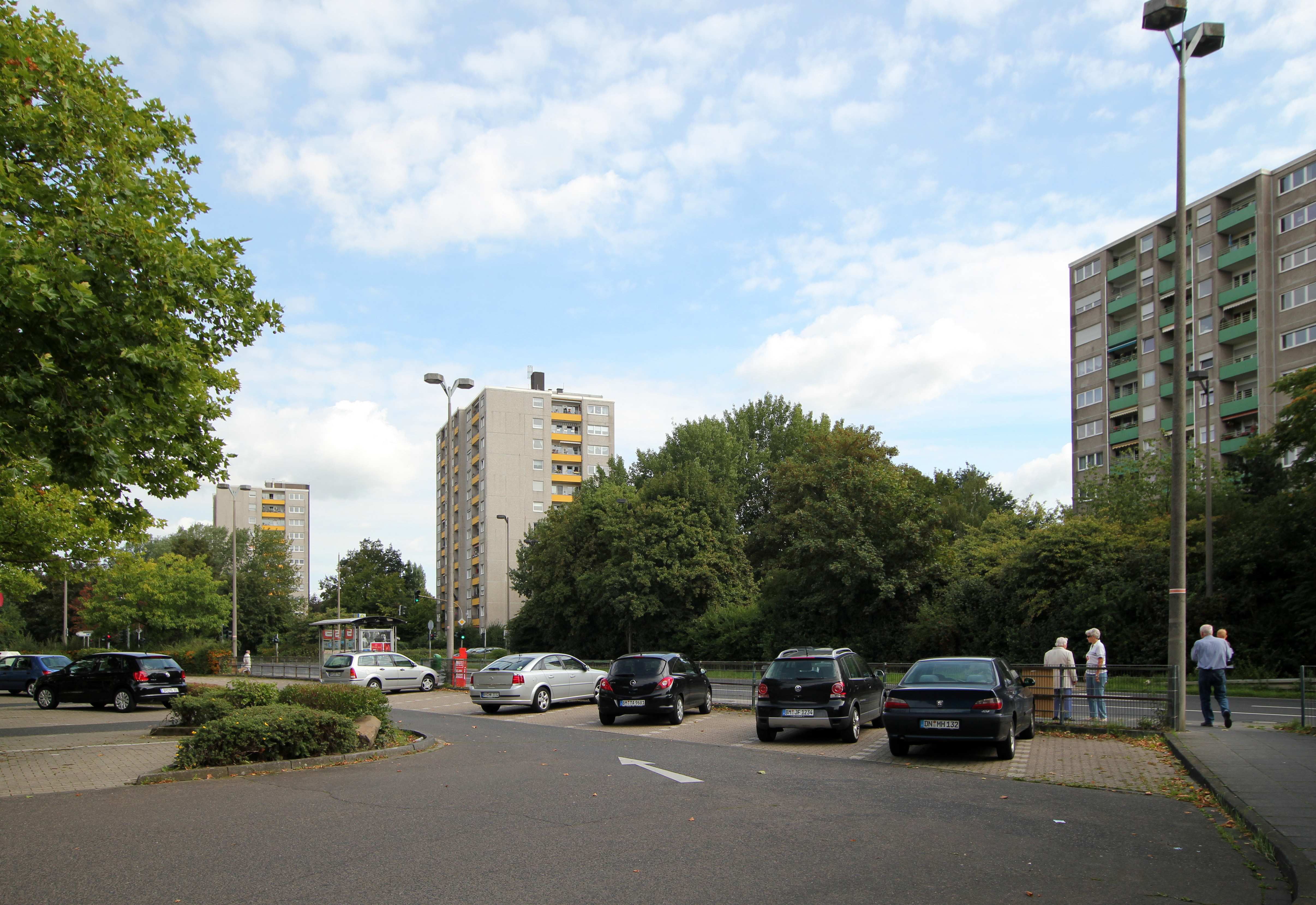
Bliesheimer Straße, Häuser mit 12 Geschossen
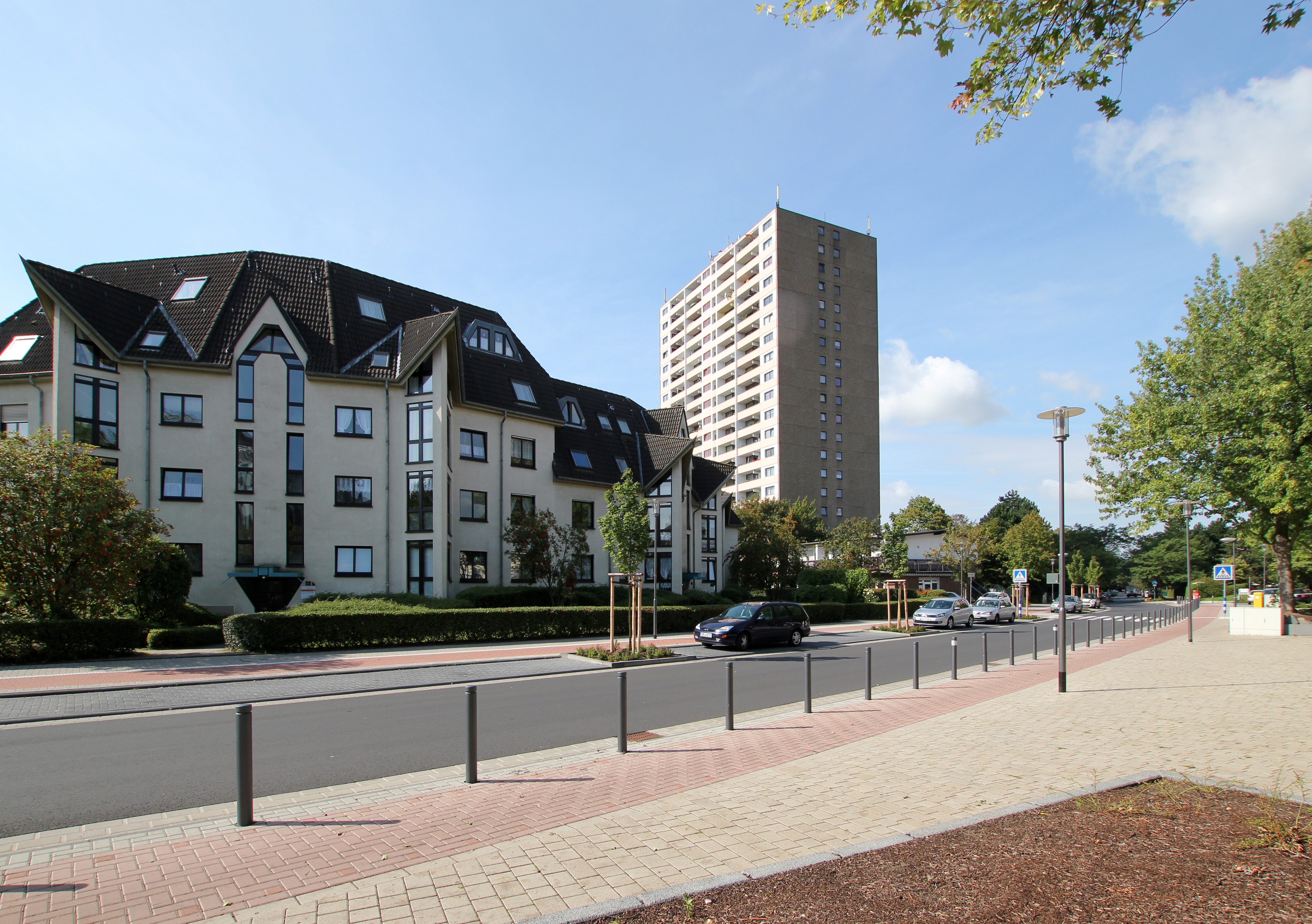
Hochhaus Theodor-Heuss-Straße 20
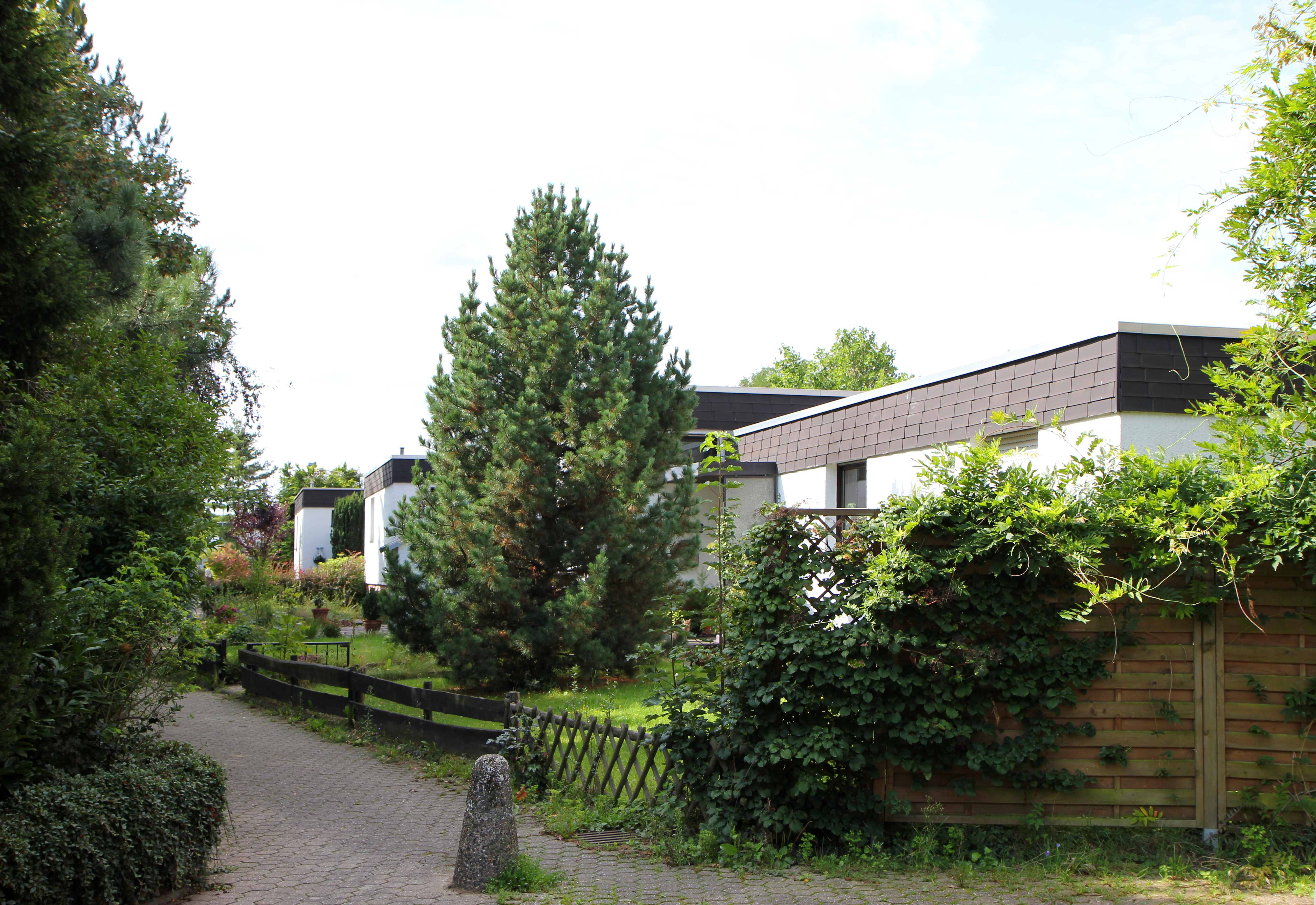
Bungalows in Nebenstraßen

Die Wunschvorstellungen der damaligen Stadtplaner wurden auf dem als zukünftigem Wohngebiet ausgewiesenen Gelände im Süden Liblars realisiert, das im Stil eines modernen „Wohnparks“ bebaut wurde. So entstand seit 1967 in mehreren Bauabschnitten in der Nähe der Bliesheimer Straße beiderseits der neu angelegten Theodor-Heuss-Straße eine neue mit reichlicher Begrünung durchzogene Siedlung in gemischter Bauweise. Diese enthielt Hochhäuser, Zeilenhäuser und mehrgeschossige freistehenden Ein- und Mehrfamilienhäuser oder Bungalows. Drei zwölfgeschossige Hochhäuser mit jeweils etwa 80 Wohneinheiten wurden an den ebenfalls neuen Straßen, der Konrad-Adenauer-Straße und der Bertolt-Brecht-Straße, zwei weitere in der Nähe des entstandenen „Bürgerplatzes“ errichtet. Sie alle, inklusive der Zeilenhäuser entstanden nach einem Baukastenprinzip mit vorgefertigten Bauelementen aus Waschbetonplatten. Diese in Plattenbauweise errichteten Gebäude prägten von weitem erkennbar das neue Wohngebiet, das sich von dem übrigen Ortsbild Liblars durch seine Architektur abhob und dem neuen Zentrum auch optisch ein städtisches Gepräge gab.
Der Bürgerplatz an der Theodor-Heuss-Straße bildet ein kleines Zentrum mit einigen Geschäften und einem dort stattfindenden Wochenmarkt.
RAF-Versteck während der Schleyer-Entführung

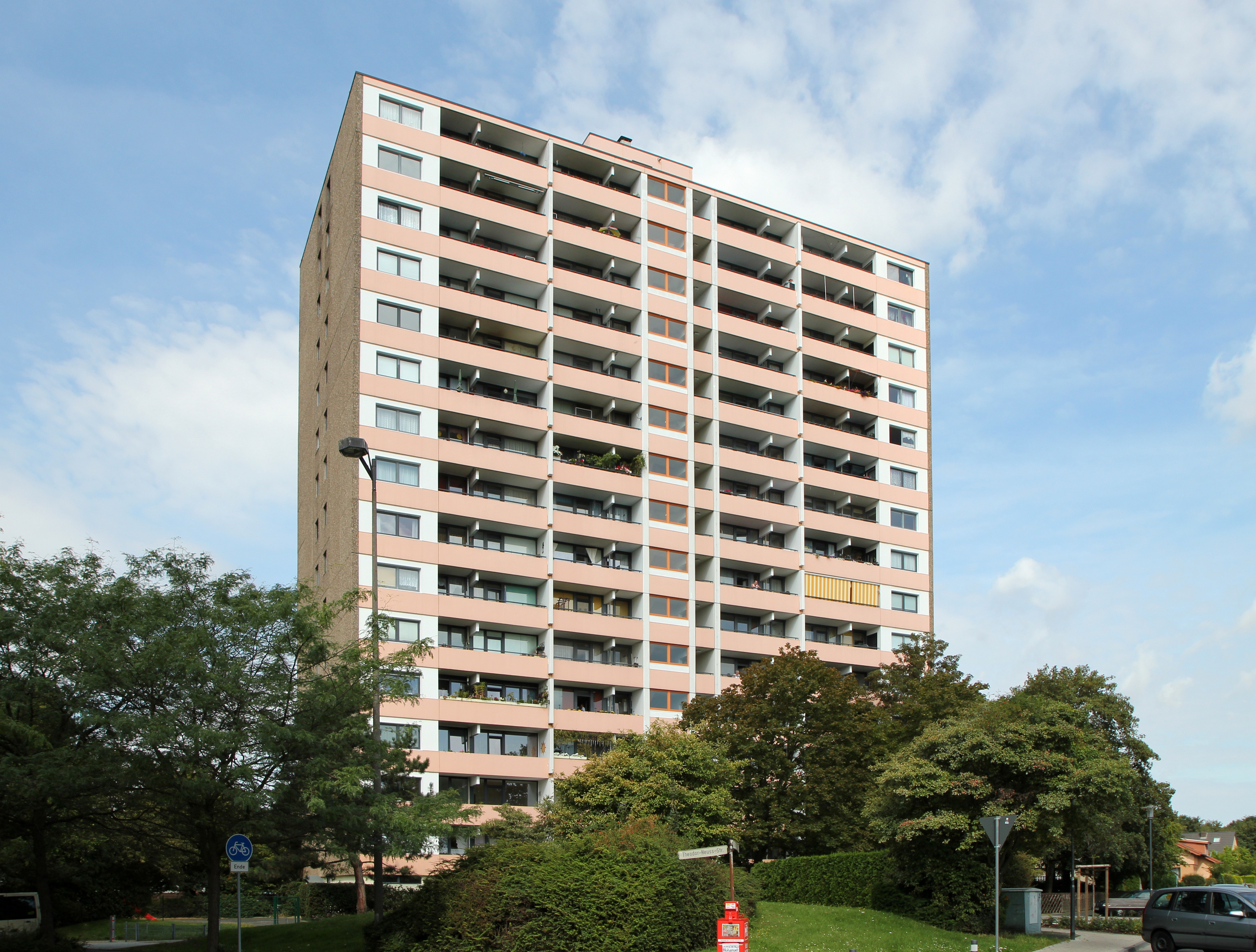
Zum Renngraben 8

Im Zuge der Vorbereitungen zur Schleyer-Entführung mietete die RAF-Terroristin Monika Helbing im Juni 1977 ein Appartement im Hochhaus Zum Renngraben 8 an. Die RAF wählte bewusst die Anonymität eines Hochhauses, das mit einer Tiefgarage ausgestattet und in der Nähe einer Autobahnanschlussstelle gelegen war. Nach seiner Entführung am 5. September 1977 wurde der Arbeitgeberpräsident Hanns Martin Schleyer dort für 10 Tage gefangen gehalten.
Hügelhaus

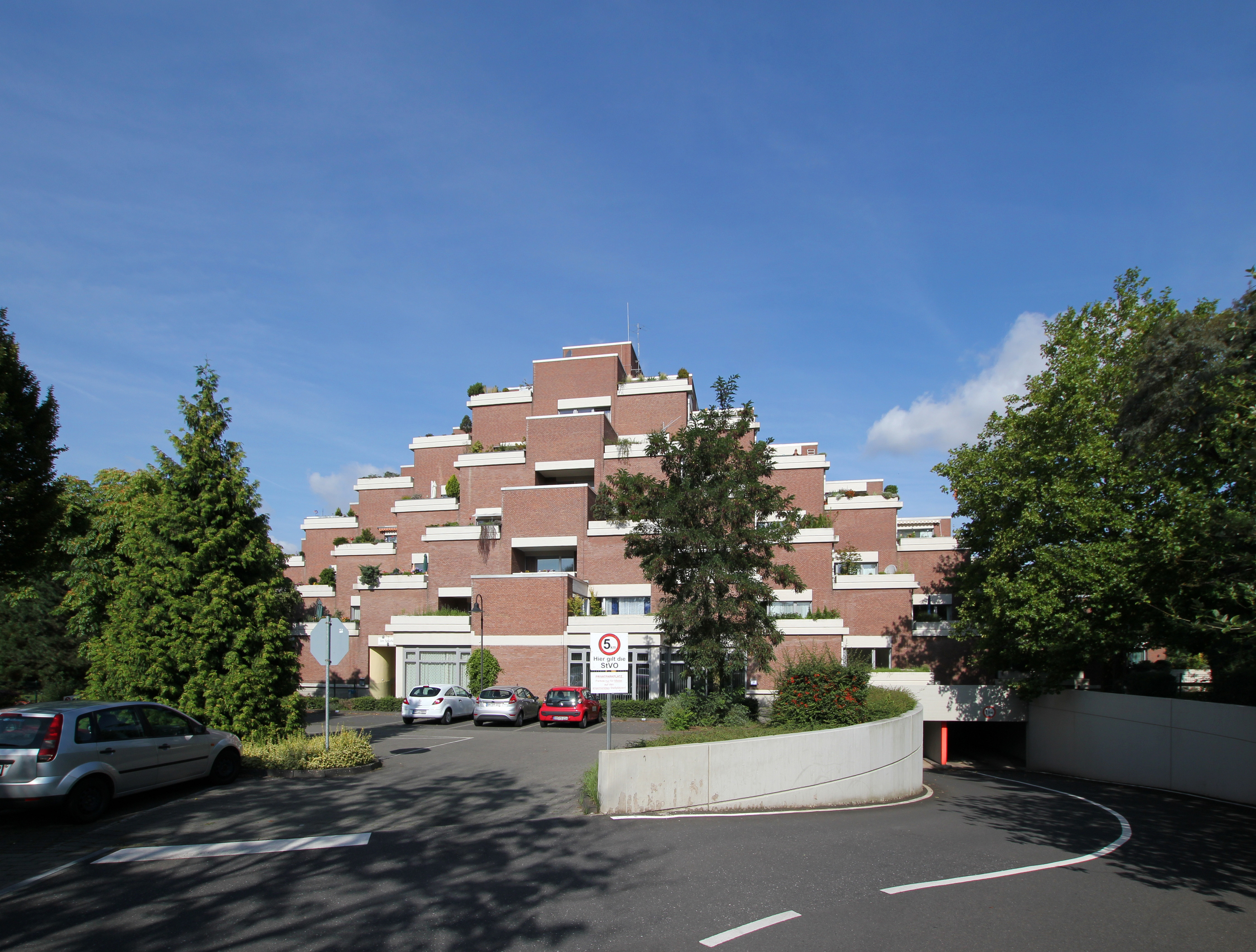
Terrassenhaus „Im Spürker Garten“

Bemerkenswert ist das markante pyramidenförmige „Hügelhaus“ an der Theodor-Heuss-Straße/Im Spürkergarten. Es wurde 1975 fertig gestellt und zeigt eine weitere Variante der Architektur des im neuen Liblar verwirklichten Städtebaus, den Terrassenhausbau. Der Bau des achtgeschossigen Wohnhauses, der nach den Plänen des Liblarer Architekten Hans Oberemm (1932–2015) entstand, wurde mit öffentlichen Mitteln gefördert und umfasst in seinen sich nach oben verjüngenden Geschossen unterschiedlicher Größe 76 Wohneinheiten. Oberemm selbst bezeichnet die in dieser Bauform errichteten Wohnungen als aufeinander gesetzte Einfamilienhäuser. Das Haus, bei dessen Rohbau eine Kombination aus Backstein und Beton verwandt wurde, erreicht eine Höhe von etwa 30 Metern, wobei seine Basis auf einem einheitlichen Raster beruht. So vermindert sich sein Grundriss von unten nach oben jeweils um einige Rasterquadrate, so dass eine Pyramidenform entsteht. Im Erdgeschoss liegen 14, im ersten Obergeschoss 16 Wohnungen, im Letzten verbleiben noch zwei penthausartige Einheiten. Die einzelnen Etagen werden mittig durch einen lang gestreckten Flur durchzogen, der jeweils als Zugang der einzelnen Wohnungen dient. Alle Wohnungen erhielten aufgrund der Bauweise Terrassen, deren Balustraden als breite Tröge angelegt wurden, die zur Bepflanzung mit Zierhölzern, Blumen und Sträuchern geeignet sind.
Im Untergeschoss des Hauses befinden sich mehrere Ladenlokale. Für die Hausbewohner richtete man einen „Sozialraum“ ein, der als Kinderspielplatz, für Nachbarschaftstreffen und als Partyraum genutzt werden kann.
Einkaufszentrum
Der Schwerpunkt der Geschäftswelt hat sich in das 1978 „Am Holzdamm“ entstandene neue Dienstleistungszentrum mit dem „Einkaufszentrum Holzdamm“ (EKZ), heute „ErftstadtCenter“, verlagert, zu deren Fachgeschäften ein großer Supermarkt, Discounter, ein Baumarkt, Bankfilialen und Anwaltskanzleien hinzukamen.
Das dort entstandene Wohngebiet wuchs mit der bestehenden Siedlung jenseits der Bliesheimer Straße zusammen. 2018/19 wurde das ErftstadtCenter mit Unterstützung einer öffentlichen Fördermaßnahme im Rahmen des Masterplans Liblar umfangreich saniert unter anderem durch einen neuen Bodenbelag sowie eine moderne Beleuchtung aufgewertet.

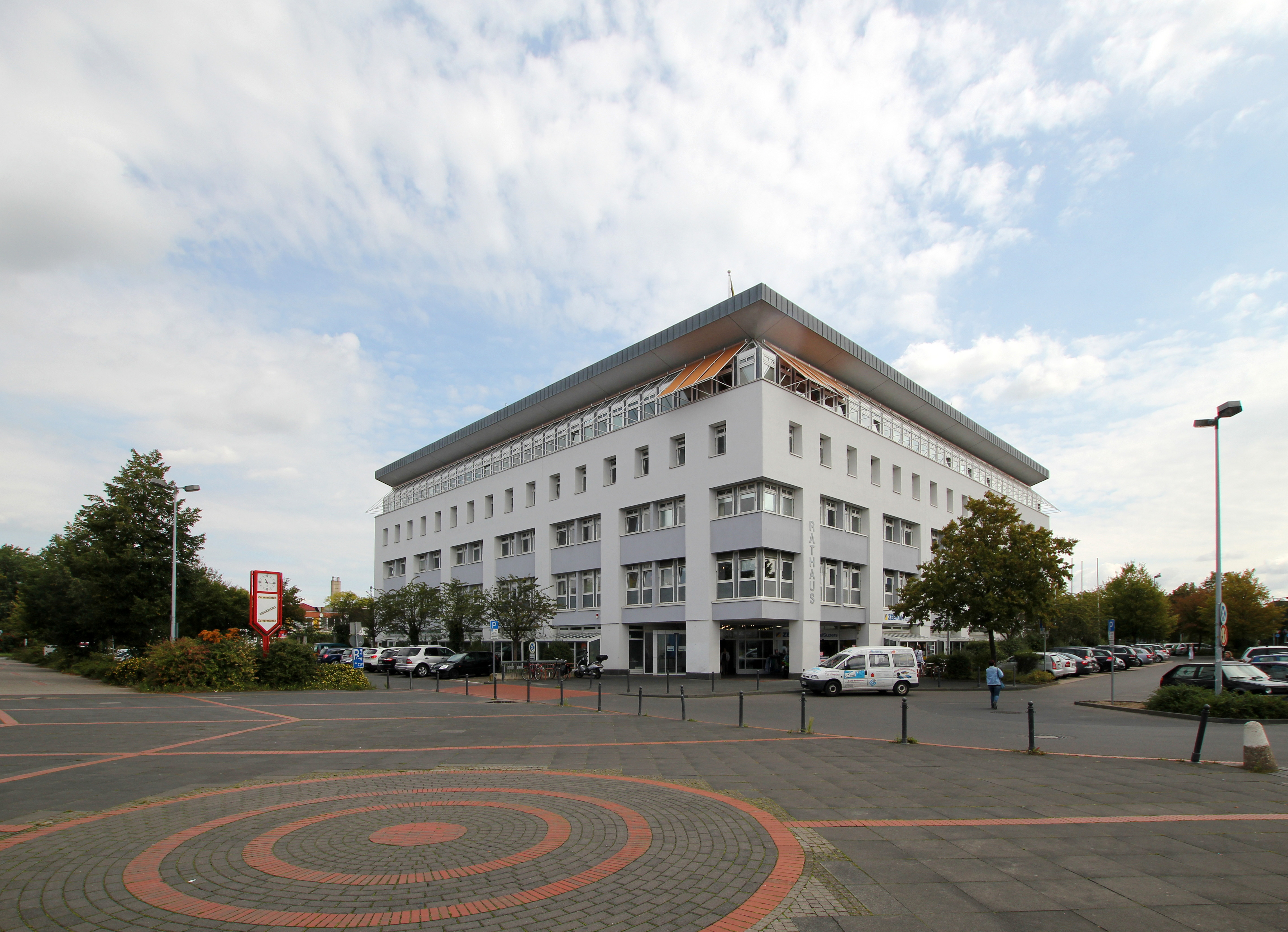
Rathaus Erftstadt am Holzdamm
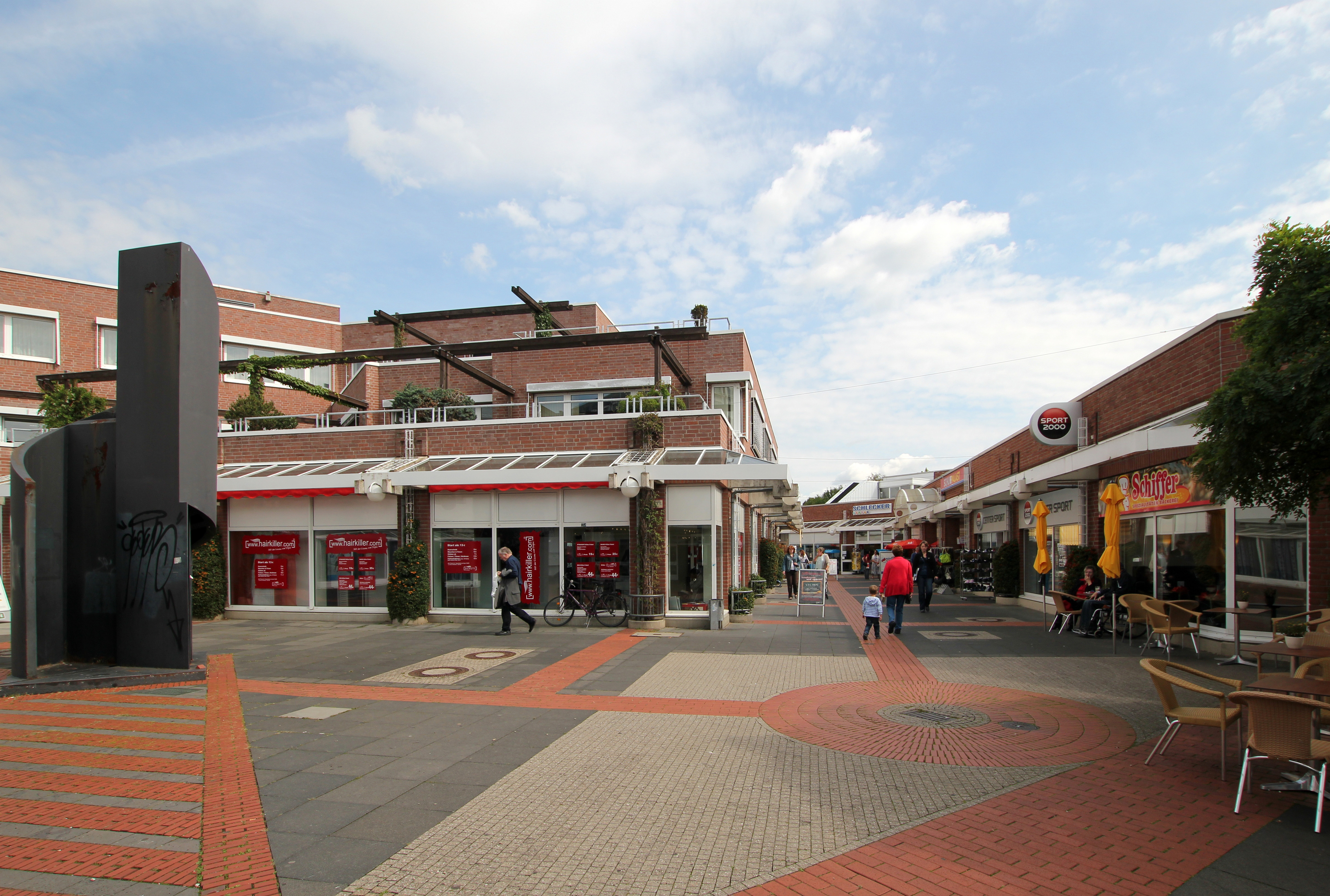
Teilbereich der Einkaufspassagen vor der Modernisierung
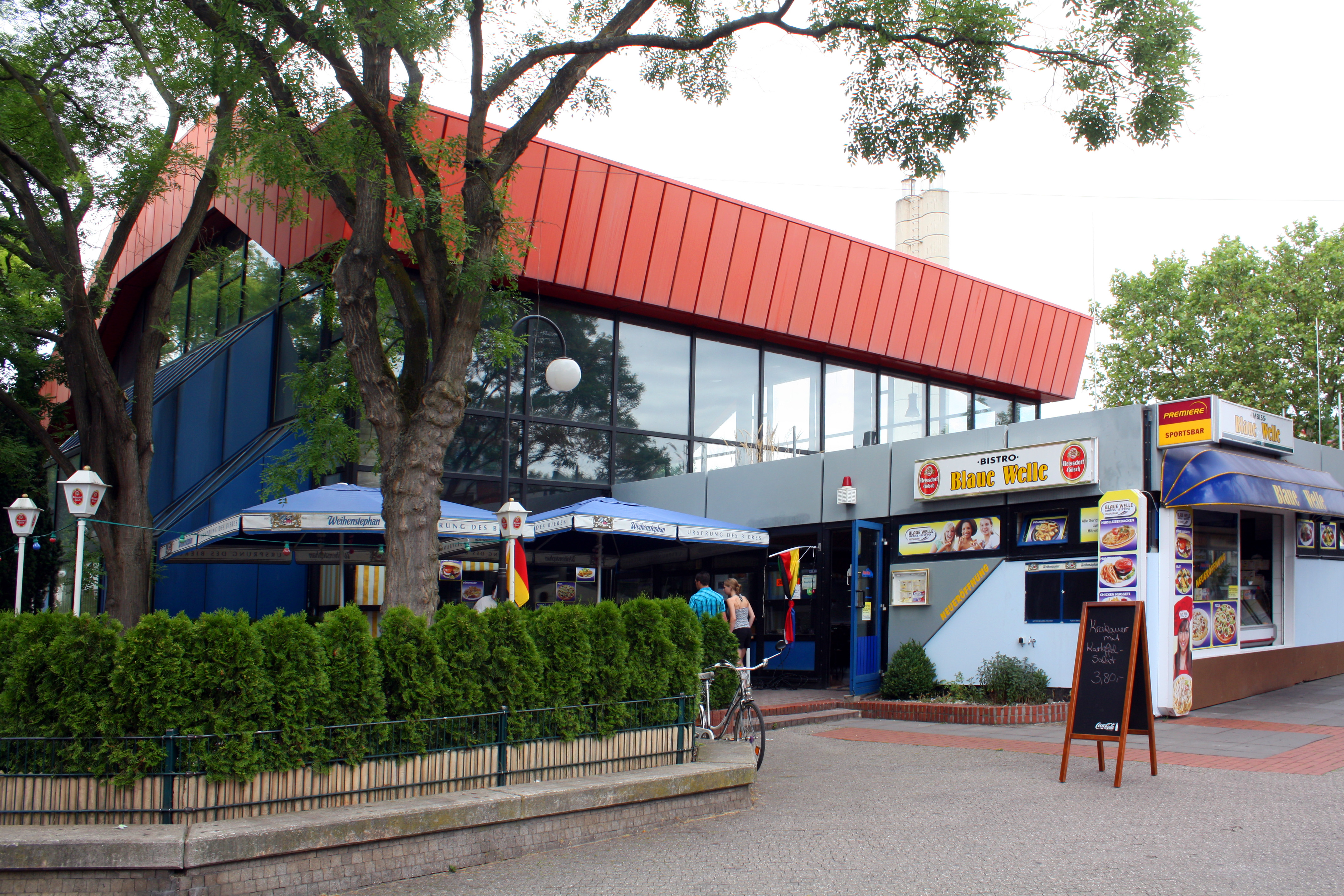
Hallenbad am Holzdamm
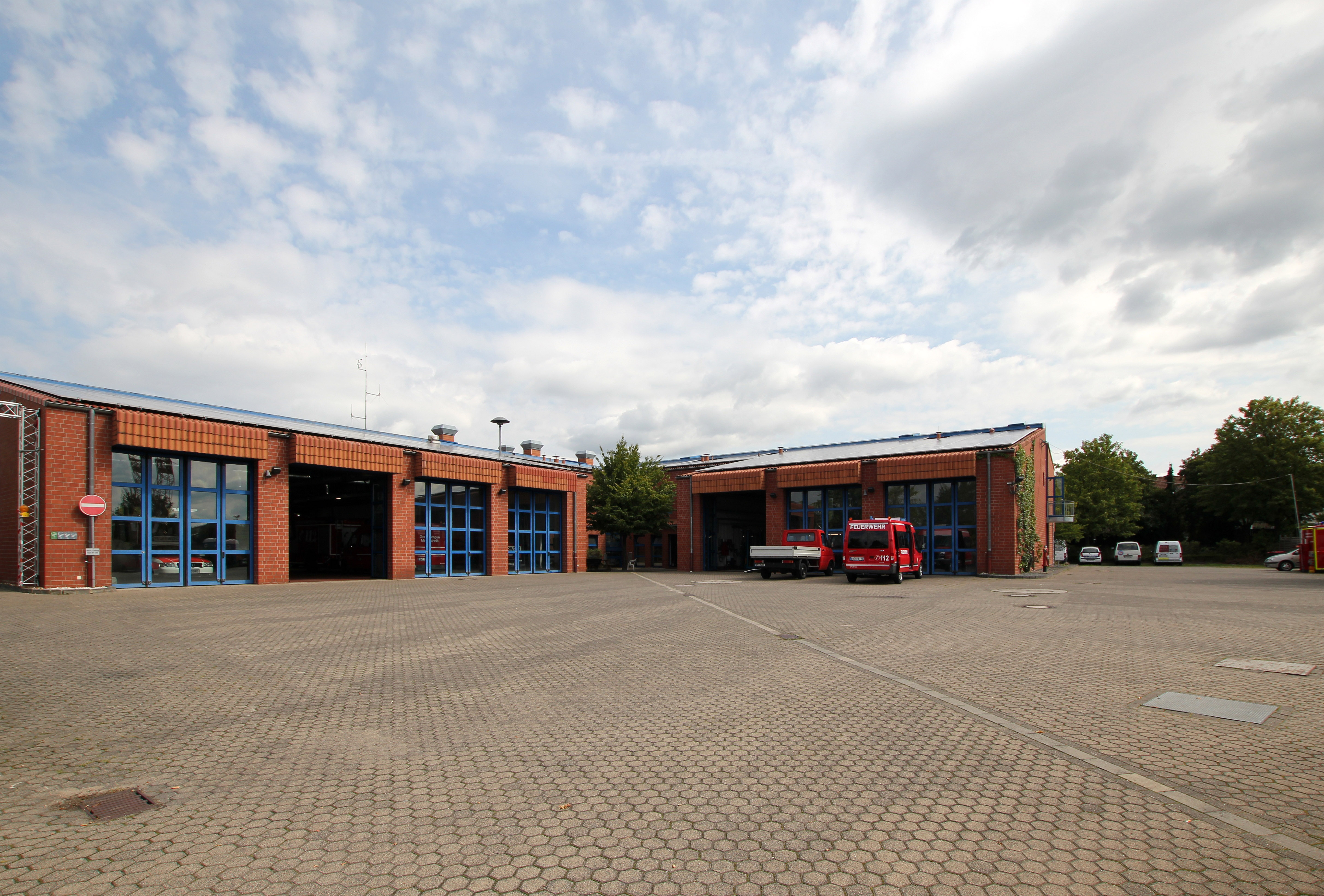
Städtische Feuer- und Rettungswache mit Löschgruppe Liblar

Rathaus
Das neu entstandene Viertel am Holzdamm ist zugleich der Standort des 1989 fertiggestellten Rathauses der Stadt Erftstadt. In ihm befinden sind fast alle Abteilungen der Verwaltung.
Die gewählten Vertreter der Parteien nehmen im Stadtrat die Belange des Stadtteils Liblar wahr. Ortsbürgermeister ist Axel Erhard (Stand Mai 2021), der die Interessen des mit 13.315 (Stand 31. März 2018) Einwohnern größten Stadtteils vertritt.
Feuer- und Rettungswache
Auch die hauptamtliche Feuer- und Rettungswache der Stadt Erftstadt und die Löschgruppe Liblar der Freiwilligen Feuerwehr befinden sich seit 1992 am Holzdamm.

### Ärztliche Versorgung
In Alt-Liblar befinden sich Facharztpraxen und Apotheken, doch liegt die Mehrzahl der Praxen für Allgemeinmedizin, Fachärzten der meisten Fachdisziplinen und Apotheken im neuen Stadtteil.
Für spezielle Erkrankungen und Operationen können die nahegelegene Klinik „Marienhospital“ Frauenthal, die sich aus der Stiftung Münch entwickelt hat, mit einem Dialysezentrum und die Fachärzte im dortigen Ärztehaus aufgesucht werden.

### Bildungseinrichtungen

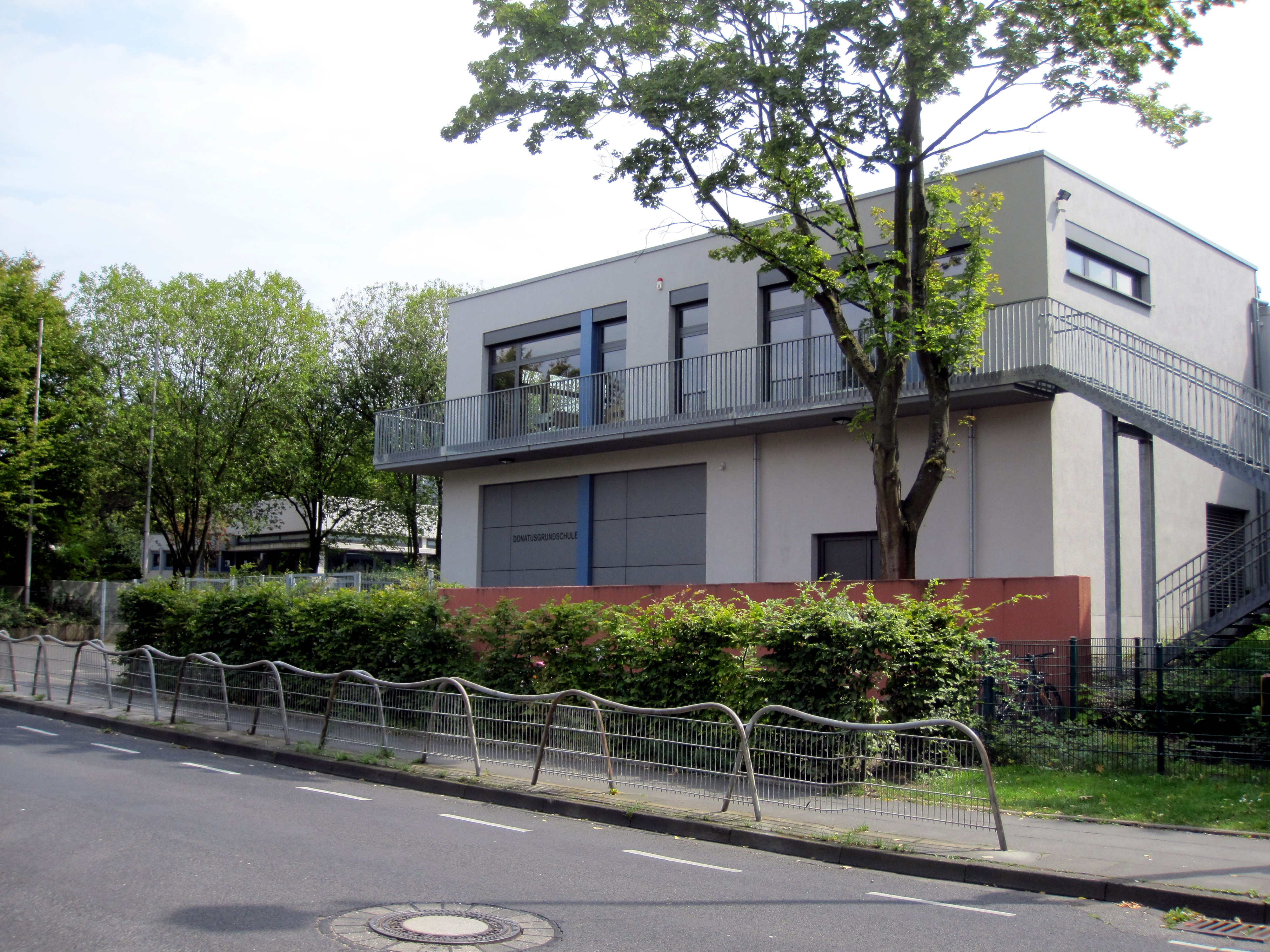
Donatusgrundschule Theodor-Heuss-Straße

Seit 1973 besteht an der Theodor-Heuss-Straße die Donatusgrundschule, die seit 1978 von allen Liblarer Schülern dieser Altersstufen besucht wird. Die Schule wurde nach Plänen des Architekten Hans Oberemm erbaut.
Im alten Ortsteil liegt das Schulzentrum, das 1974 durch ein Gymnasium ergänzt wurde. Überwiegend Schüler aus Liblar, Bliesheim, Blessem, Köttingen und Kierdorf besuchen die öffentlichen weiterführenden Schulen. 2009 wurde die Schließung der Hauptschule beschlossen, die daraufhin ab dem Schuljahr 2010/2011 keine neuen Schüler mehr aufnahm.
Die seit 1990 bestehende „Freie Waldorfschule Voreifel“, eine Privatschule in der Nähe des Bahnhofs, wird als Angebotsschule auch von vielen nicht in Erftstadt ansässigen Schülern besucht.
Städtische und konfessionelle Kindertagesstätten, ferner „Kitas“ von Elterninitiativen entlasten berufstätige Eltern.

### Kulturelle Angebote
Die Volkshochschule (VHS) Erftstadts ist seit 2020 im sanierten, ehemaligen Hauptschulgebäude im Schulzentrum untergebracht und bietet ein vielfältiges Angebot an Veranstaltungen und Kursen aus verschiedenen Sachgebieten. Darüber hinaus nutzt die VHS auch das ehemalige Volksschulgebäude am Marienplatz. 
Die seit 1970 bestehende städtische Bernd-Alois-Zimmermann-Musikschule, die seit 1974 im Gebäude der ehemaligen Volksschule in Oberliblar untergebracht war, konnte im Januar 2014 die Räumlichkeiten in dem neben der Feuer- und Rettungswache errichteten und im Dezember 2013 fertiggestellten „Kultur- und Musikhaus Anneliese Geske“ beziehen.
Kulturell interessierte Bürger haben die Möglichkeit, an Veranstaltungen des Kunstvereins, des Kulturkreises oder der Volkshochschule teilzunehmen oder die Stadtbücherei mit ihrem großen Angebot zu nutzen. Veranstaltungen und Aktivitäten kultureller Vereinigungen wie Carl-Schurz-Kreis oder Förderverein Schlosspark werden von Bürgern initiiert, die in den letzten Jahrzehnten zugezogen sind.
Veranstaltungen der kulturellen Vereinigungen wie des Schau-Fensters Künstlerforums, das 2004 mit dem Kulturpreis des Rhein-Erftkreises und 2011 mit der Carl-Schurz-Medaille ausgezeichnet wurde, und des Kulturkreises Erftstadt finden sowohl in Liblar als auch in Lechenich statt.
Förder- oder Freundeskreise der Partnerstädte pflegen den Kontakt zu den Städten Wokingham (GB, seit 1977), Viry-Châtillon (Frankreich; seit 1980) und Jelenia Gora (Polen; seit 1995).

### Vereine
Unter den Vereinen ist die St. Sebastianus Schützenbruderschaft Liblar 1736 e. V. der älteste Ortsverein. Der Karneval präsentiert sich in zwei Karnevalsgesellschaften, der Fidelen Narrenzunft Liblar 1936 und den Klüttefunke Oberliblar 1956.
Zusätzlich gibt es noch eine Pfadfindergruppe der Deutschen Pfadfinderschaft Sankt Georg, die sich in den Räumen von Sankt Barbara trifft.

### Freizeit und Sport

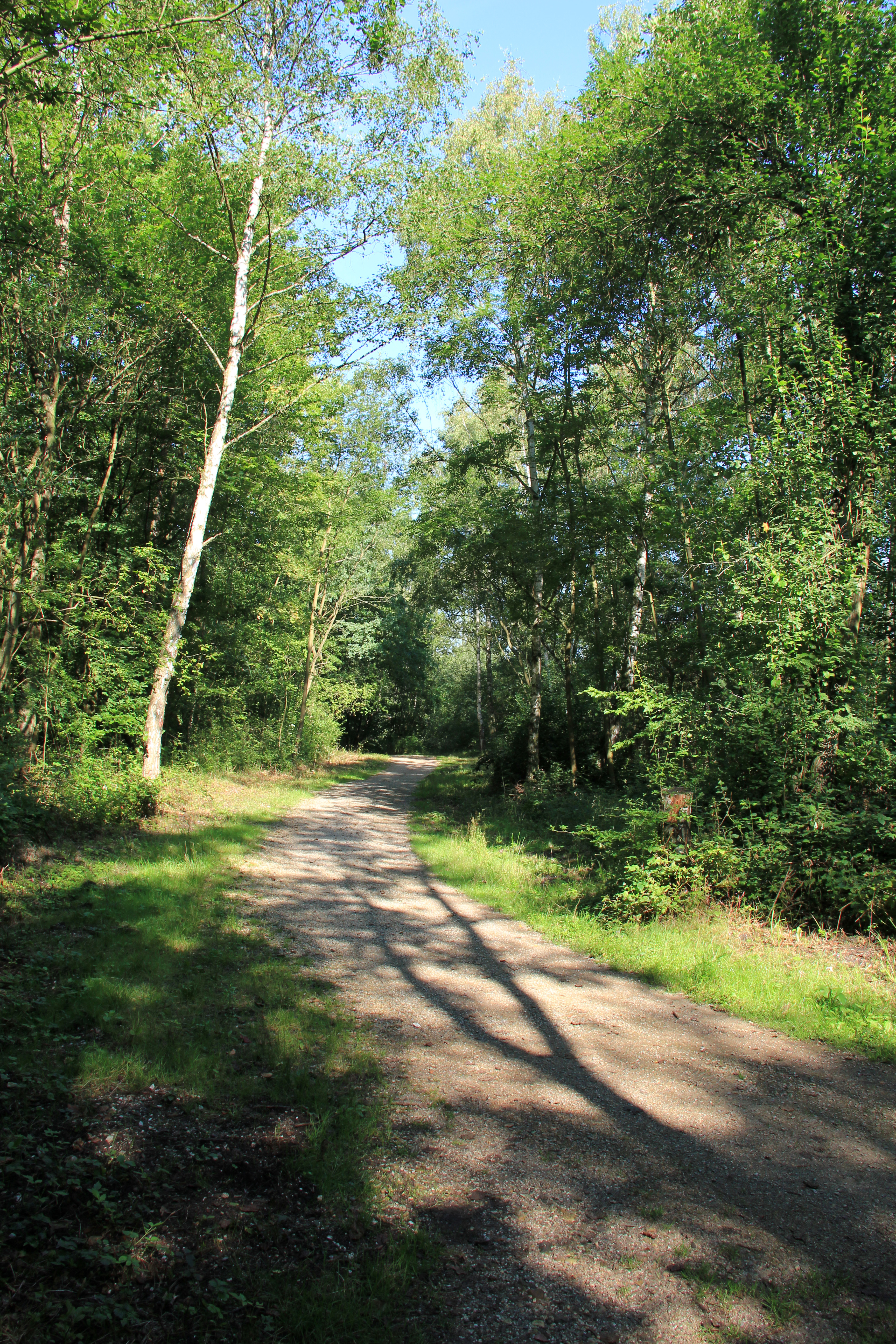
Wanderweg
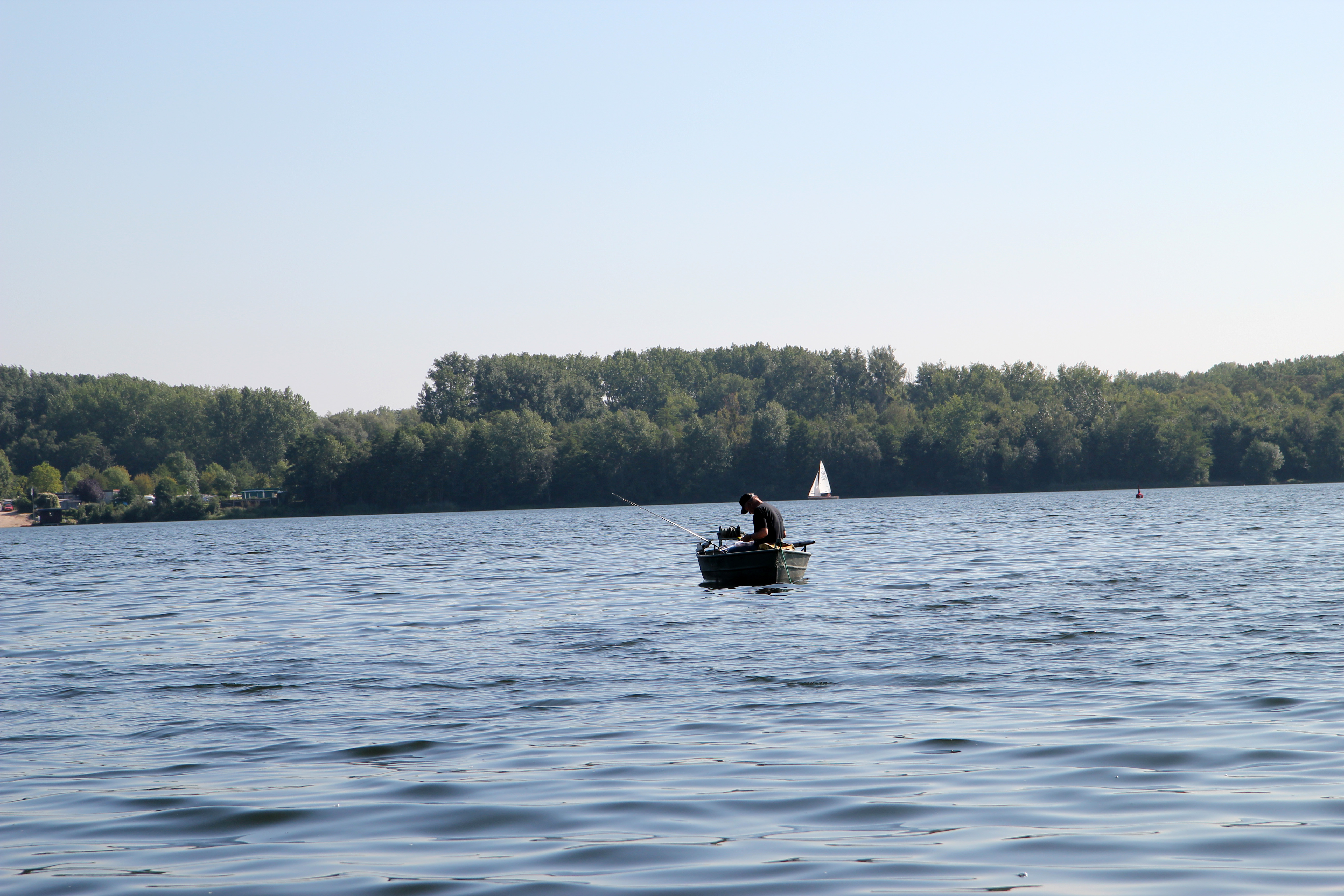
Angler, Liblarer See
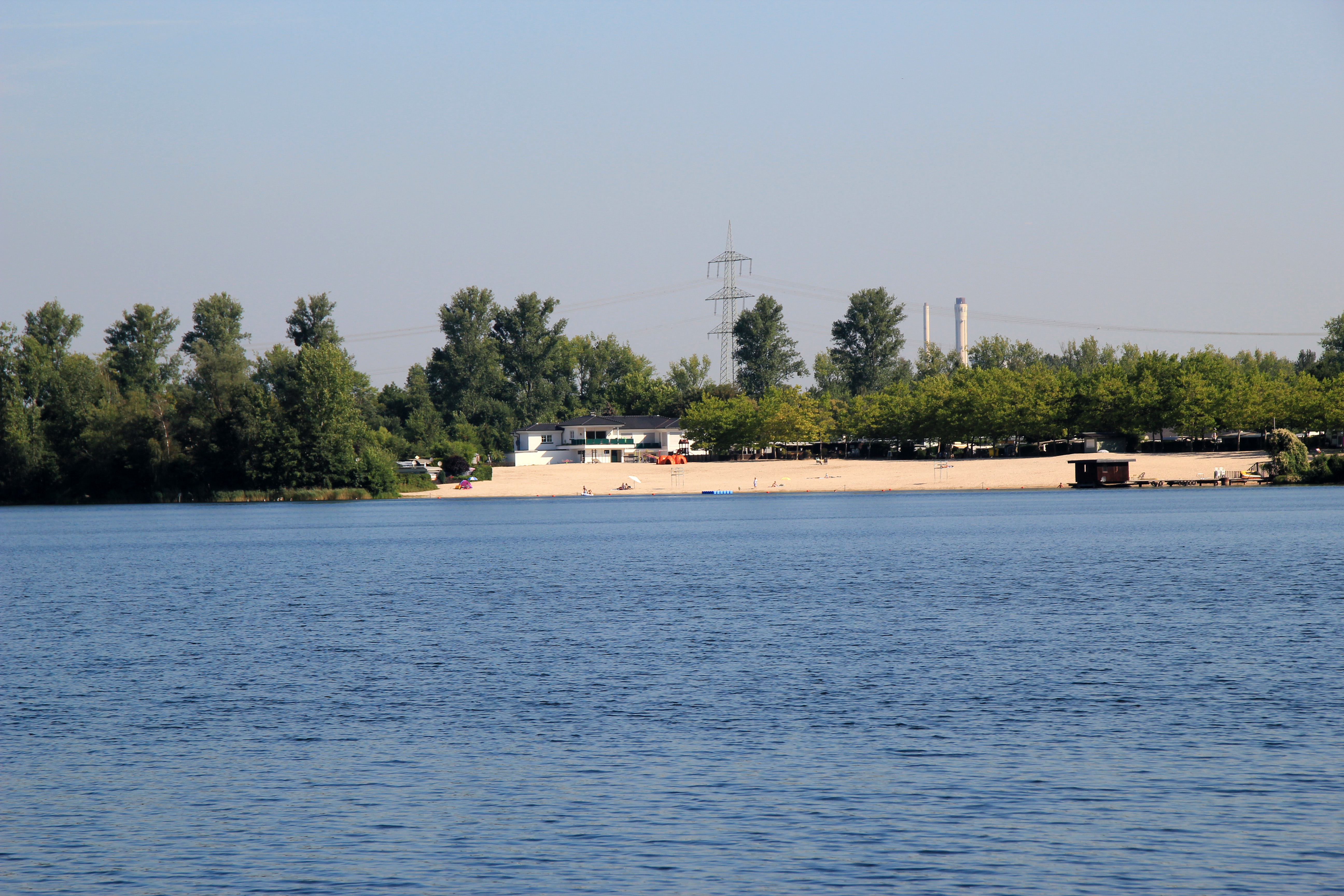
Strandbad Liblarer See
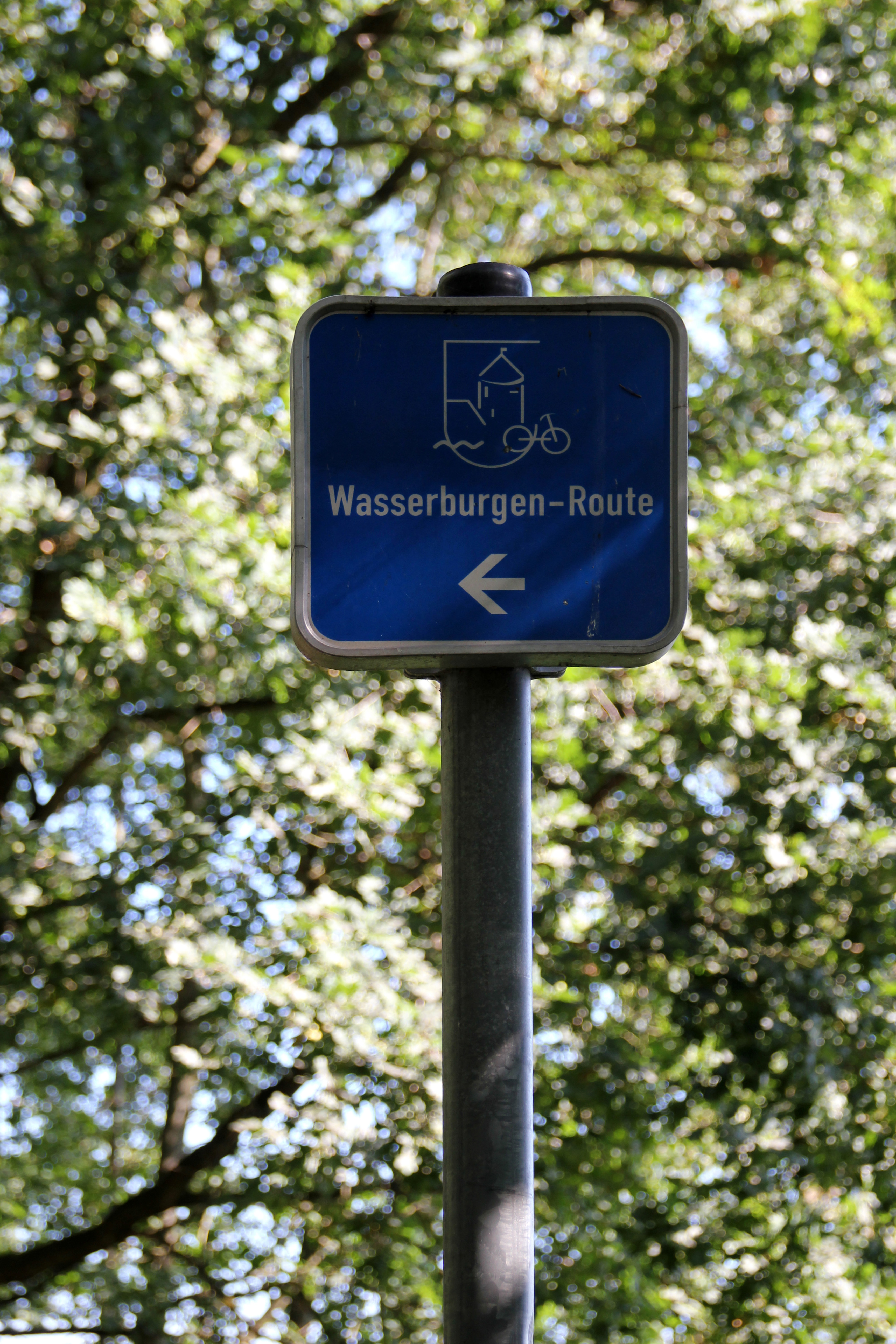
Hinweis Wasserburgenroute

Ein Verein mit alter Tradition ist der Fußballverein SC Fortuna Liblar 1910.
Andere erfolgreiche Sportvereine mit vielen Mitgliedern sind fast alle nach dem Zweiten Weltkrieg entstanden wie der Kanusportverein Wassersportfreunde Liblar, Segelclub Ville und der Angelverein Liblar, die Vereinshäuser am Liblarer See besitzen.
Der Aktivclub Erftstadt (ACE) bietet ein breites Angebot an Kultur- und Freizeitveranstaltungen an, das sich vor allem an Senioren richtet.
Rad- und Wanderwege führen entlang der Erft und durch die Ville mit ihren durch den Abbau der Braunkohle entstandenen Seen.
Bademöglichkeiten bietet der Liblarer See als Badesee. Liblar verfügt über ein Hallenbad im Einkaufszentrum Holzdamm.
Der Hockey wird in Erftstadt Liblar seit 1974 betrieben. In der Hockeyabteilung der Sportgemeinschaft Erftstadt 1970 e. V. sind fast 200 Spieler aktiv.

### Verkehrsanbindung
In Liblar befindet sich der Bahnhof Erftstadt der Deutschen Bahn AG an der Eifelstrecke Köln–Euskirchen–Trier.
Das noch von der Rheinischen Eisenbahngesellschaft errichtete frühere Bahnhofsgebäude Liblar war seit den 1960er Jahren restaurierungsbedürftig. Obwohl Bestrebungen im Gange waren, es als Denkmal zu erhalten, wurde das Gebäude 1981 kurz vor dem Eintreffen der behördlichen Bestätigung im Auftrag der Bundesbahn abgerissen. Im Jahre 1990 wurde der Bahnhof von „Liblar“ in „Erftstadt“ umbenannt.
Im Herbst 2015 wurden alle Bahnsteige abgerissen und etwas höher, passend zur Höhe der Waggonfußböden, neu gebaut. Als Zugang zum Gleis Richtung in Köln entstand anstelle des Gleisübergangs eine Unterführung. Die folgenden Bilder stellen den alten Zustand (bis 2015) dar.

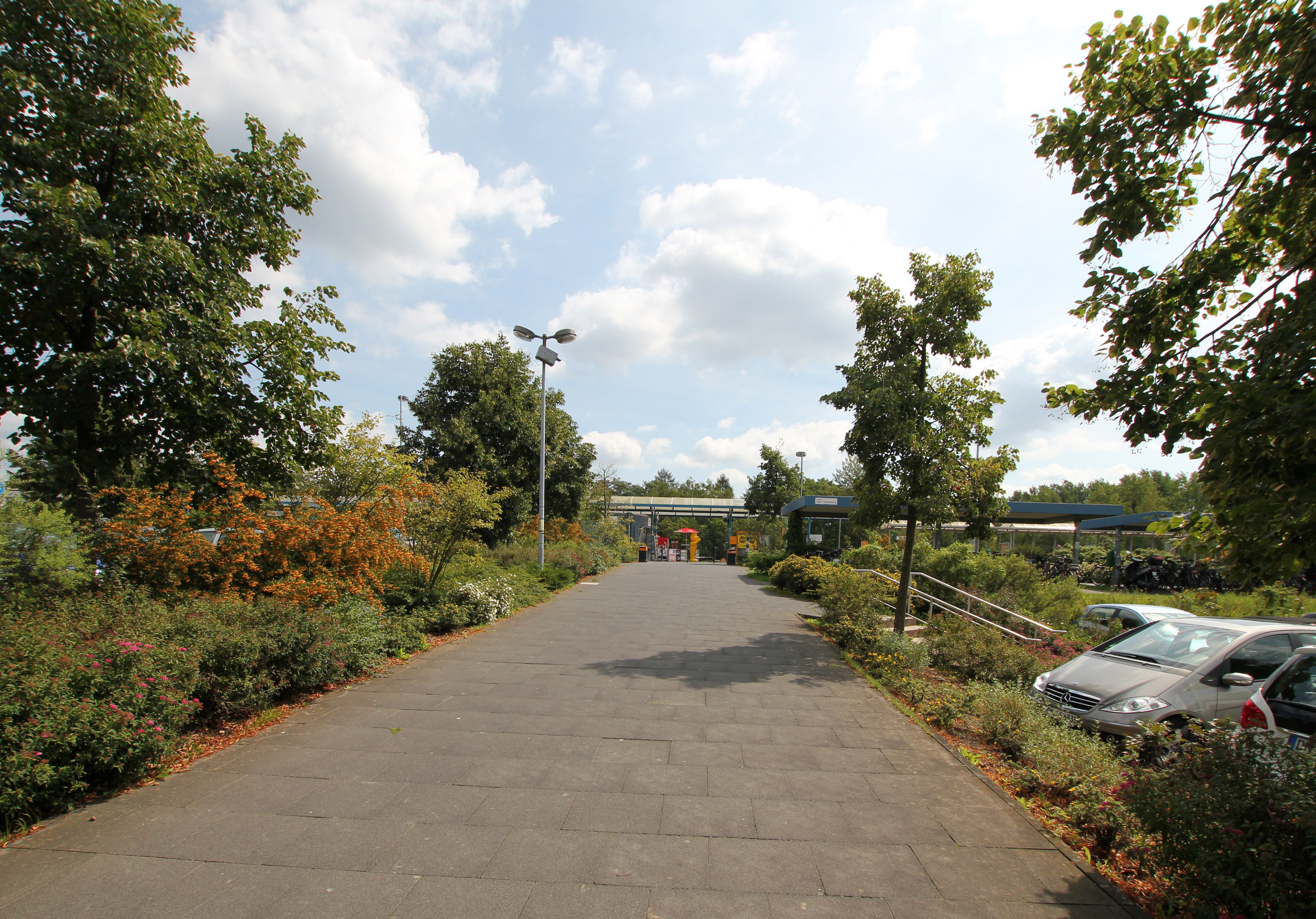
Aufgang zur DB- und Busstation
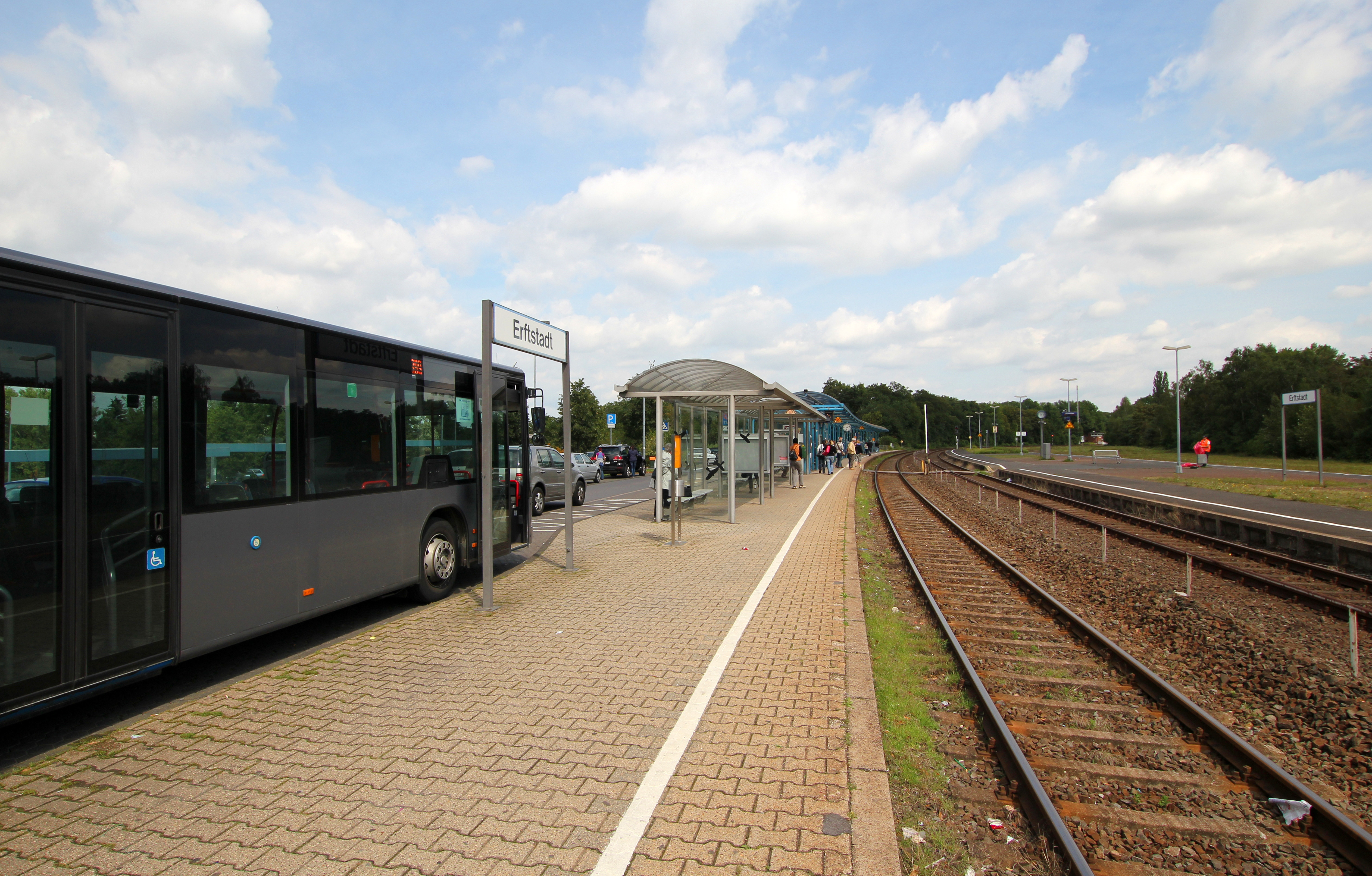
Haltepunkt der Regionalverbindungen
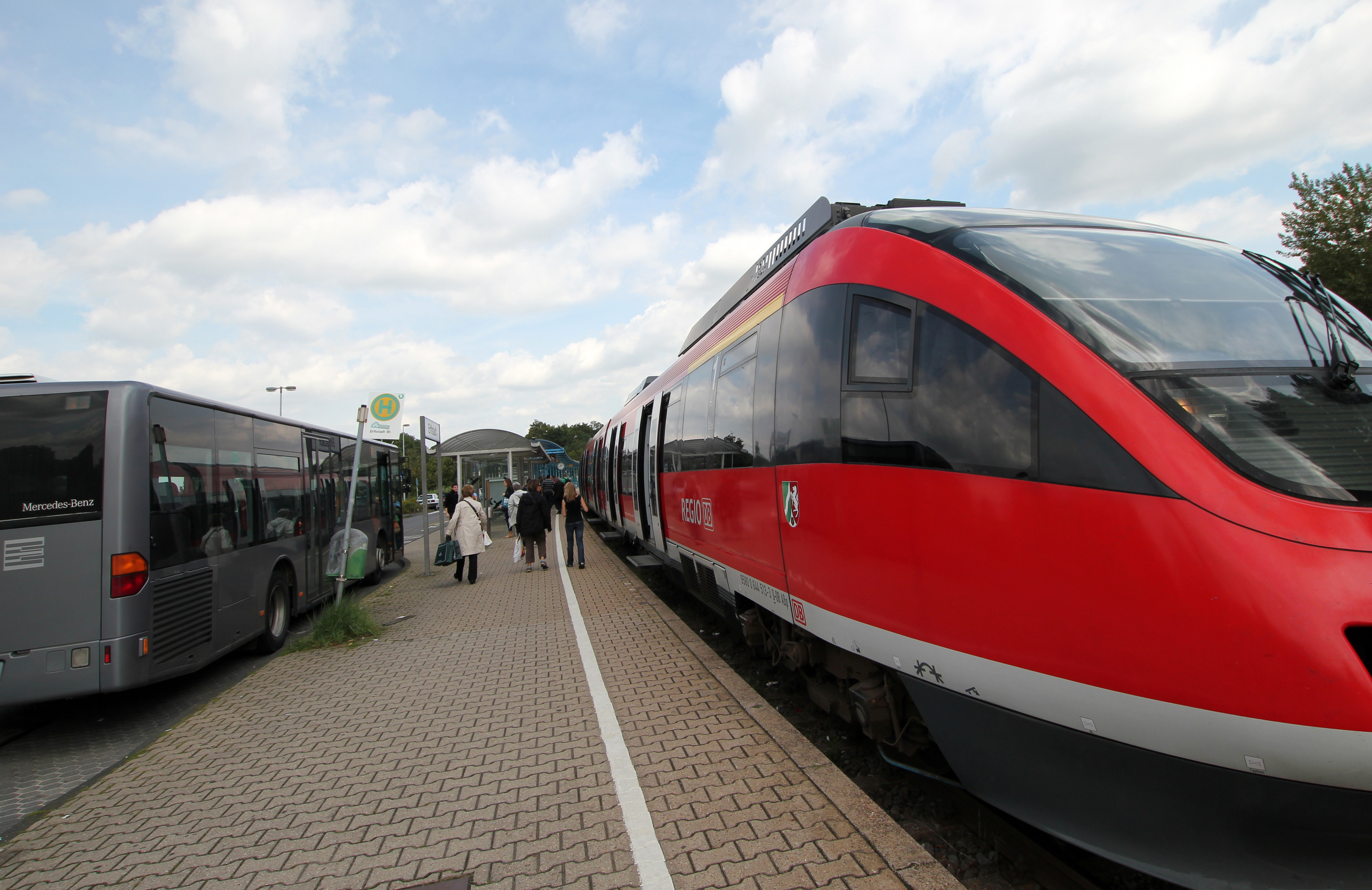
Regio. Bahnverbindung Köln – Euskirchen
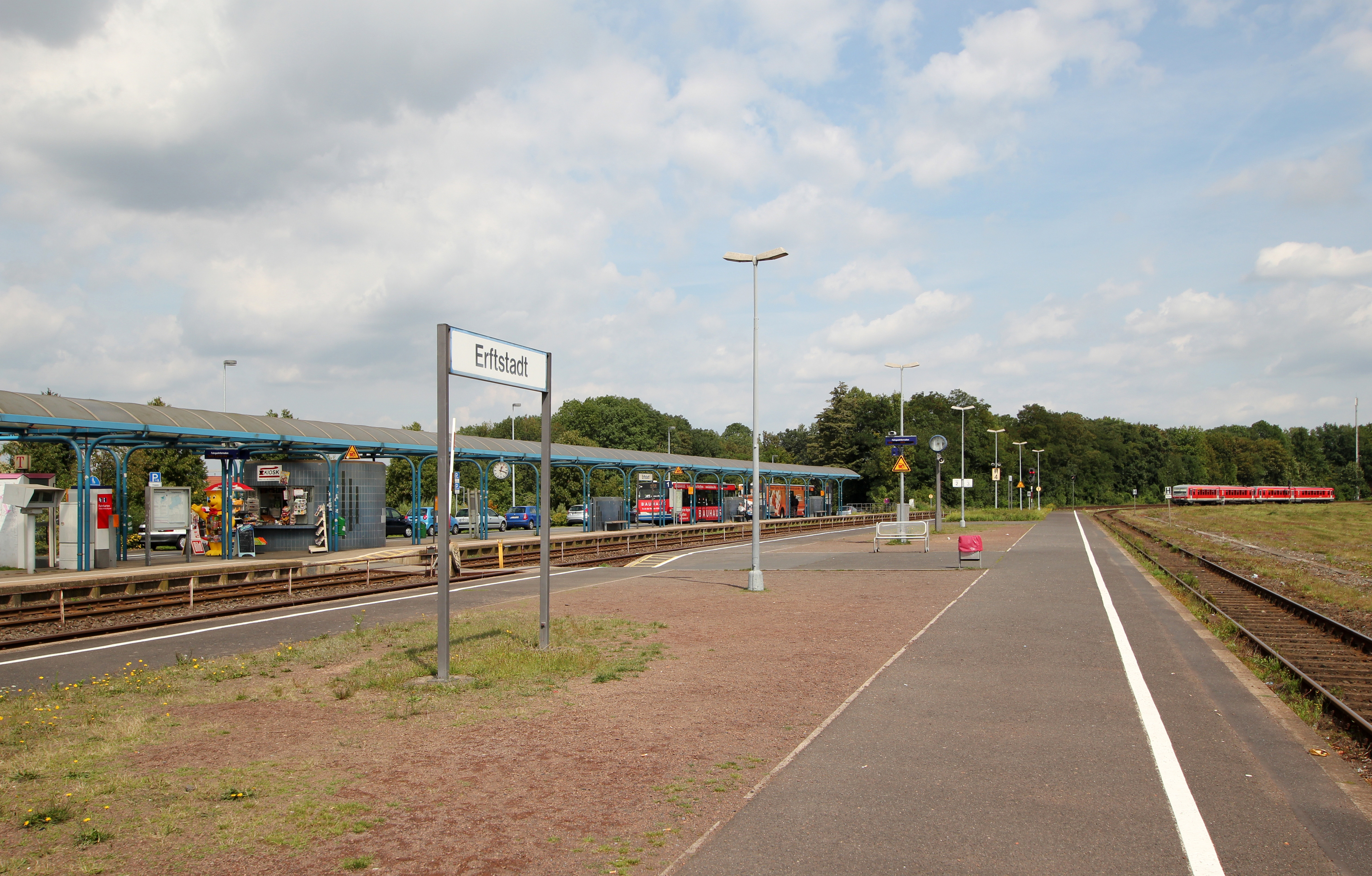
Gleisüberquerung zum Gleis III in Richtung Köln

#### Stadt- und regionale Busverbindungen
Der zentrale Omnibusbahnhof am Haltepunkt Erftstadt ist ein Knotenpunkt für die Busse der Rhein-Erft-Verkehrsgesellschaft. Von hier bestehen Verbindungen mit den Linien 920, 955, 977, 979 und 990 in alle Erftstadter Stadtteile sowie nach Kerpen, Zülpich, Hürth und Brühl. Die Buslinie 807 der Regionalverkehr Köln biete eine Verbindung nach Euskirchen. Der provisorische Busbahnhof am Schlunkweg, Ecke Bahnhofstraße, wurde ab 2015 während der Baumaßnahmen am Bahnhofsvorplatz benutzt. Ein weiterer zentraler Umsteigepunkt ist die Haltestelle ErftstadtCenter am Einkaufszentrum in der Bliesheimer Straße.
| Linie | Betreiber | Verlauf |
| ----- | --------- | --- |
| 807   | RVK       | Euskirchen Bf – Frauenberg – Oberwichterich / (← Oberelvenich ← Rövenich ← Niederelvenich) – Wichterich – Mülheim – Niederberg – Borr – (Scheuren ← Weiler in der Ebene ← Erp ←) Friesheim – Ahrem – Lechenich – Frauenthal – Liblar – Erftstadt Bf |
| 920   | REVG      | Erftstadt Bf – Liblar – Lechenich – Konradsheim – Dirmerzheim – Gymnich – Kerpen – Sindorf – Horrem Bf |
| 955   | REVG      | Horrem Bf – Türnich – Balkhausen – Brüggen – Kierdorf – Köttingen – Liblar – Erftstadt Bf – Bliesheim – Lechenich |
| 977   | REVG      | Erftstadt Bf – Liblar – Frauenthal – Köttingen – Kierdorf – Brüggen – Balkhausen – Türnich – Frechen Rathaus |
| 979   | REVG      | Hürth-Hermülheim (Stadtbahn) – Liblar – Erftstadt Bf – Frauenthal – Lechenich – (Ahrem → Friesheim →) Erp (– Weiler in der Ebene – Zülpich) |
| 990   | REVG      | Herrig – Lechenich – Blessem (/ Bliesheim –) Erftstadt Bf – Liblar – Brühl Mitte (Stadtbahn) |

#### Straßennetz
Die Autobahn-Anschlussstelle Erftstadt der A 1/61 liegt unmittelbar am westlichen Ortsausgang. Die B 265 dient als Zubringer dorthin. Eine direkte Verbindung nach Brühl besteht nicht mehr, da die Brühler Chaussee beim Braunkohleabbau zerstört wurde.

## Sehenswürdigkeiten
- Katholische Pfarrkirche St. Alban
- Schloss Gracht
- Haus Buschfeld
- Buschfelder Mühle

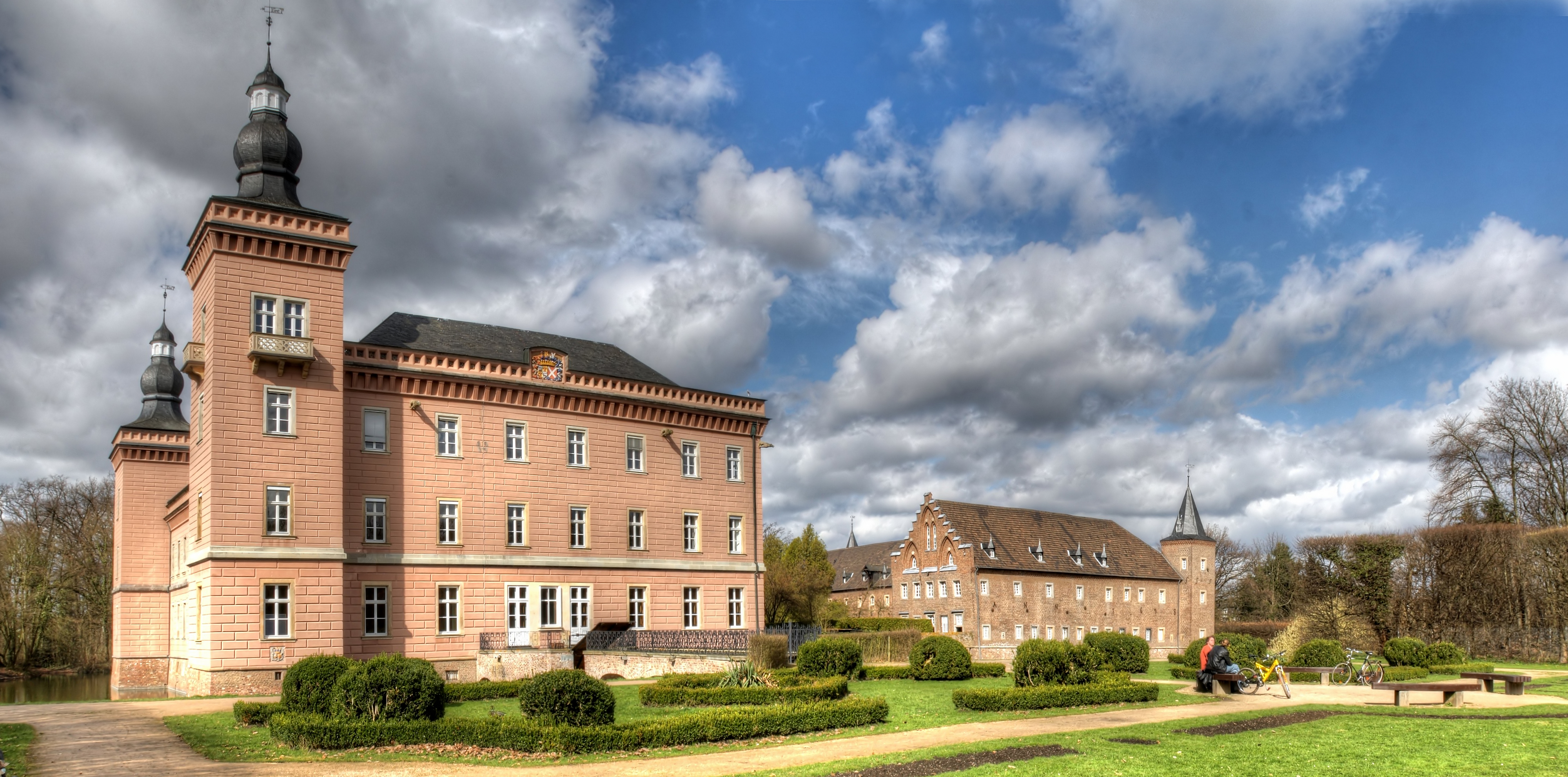
Schloss Gracht

- Landschaftsschutzgebiet Liblarer See
- ehemaliger jüdischer Friedhof

## Persönlichkeiten
Berühmtester Liblarer ist der am 2. März 1829 in der Vorburg des Schloss Gracht geborene Carl Schurz (1829–1906), welcher an der Revolution von 1848/49 teilnahm, später nach Amerika emigrierte, und dort ein mehr oder weniger erfolgreicher Truppenführer der deutschen Freiwilligen des Amerikanischen Bürgerkrieges wurde. Später wurde er Amerikanischer Innenminister unter Rutherford B. Hayes (1877–1881).
- Franz Arnold von Wolff-Metternich zur Gracht (1658–1718), römisch-katholischer Bischof von Münster und Paderborn
- Hieronymus Leopold von Wolff-Metternich zur Gracht (1661–1716), Adliger und Gutsbesitzer
- Dietrich Schulz-Köhn (1912–1999), Musikschriftsteller, Radiomoderator und Jazz-Experte.